# România
România (tiếng România: România /romɨ'ni.a/, trong tiếng Việt thường được gọi là Rumani theo tiếng Pháp: Roumanie), là một quốc gia nằm tại đông nam châu Âu, với diện tích 238.391 km². România giáp với Ukraina và Moldova về phía bắc và đông bắc; giáp với Hungary về phía tây bắc; giáp với Serbia về phía tây nam; giáp với Bulgaria về phía nam và giáp với Biển Đen về phía đông. Nước này nằm trên phần lớn diện tích của đồng bằng sông Danube.
Tính đến năm 2021, dân số của nước này là 19,053,815 người, đất nước này là quốc gia thành viên đông dân thứ bảy của Liên minh châu Âu và thứ mười một của châu Âu. Thủ đô và thành phố lớn nhất của România - Bucharest, là thành phố lớn thứ sáu ở Liên minh châu Âu và lớn thứ 10 trên lục địa châu Âu, với 2.106.144 cư dân vào năm 2016. Các khu đô thị lớn khác bao gồm Iași, Timișoara, Cluj-Napoca, Constanța, Craiova và Galați.
Lịch sử România chịu ảnh hưởng mạnh mẽ bởi lịch sử, văn hóa của La Mã cổ đại. Lãnh thổ România ngày nay được hình thành do sự hợp nhất của nhiều công quốc România thời trung cổ, trong đó quan trọng nhất là Moldavia, Wallachia và Transilvania. Vương quốc România được thành lập và đã giành được độc lập từ tay Đế chế Ottoman, sau đó được cộng đồng quốc tế công nhận vào năm 1878. Sau Chiến tranh thế giới thứ hai, România trở thành một nước theo chế độ xã hội chủ nghĩa có quan hệ gắn bó với Liên Xô. Năm 1989, chế độ xã hội chủ nghĩa sụp đổ tại România và nước này quay trở lại con đường tư bản chủ nghĩa. România chính thức trở thành một thành viên của NATO vào năm 2004 và Liên minh châu Âu vào năm 2007.
Mặc dù là một trong những nước nghèo nhất trong Liên minh châu Âu, nhưng România vẫn đứng thứ 50 trên thế giới về chỉ số phát triển con người và hiện là một nước đang phát triển, với tốc độ tăng trưởng kinh tế hàng năm là 7% (tính đến năm 2017). Nền kinh tế chủ yếu dựa vào các ngành dịch vụ, và là một nhà sản xuất và xuất khẩu máy móc và năng lượng điện, có các công ty sản xuất ôtô như Dacia và OMV Petrom. Đại đa số người România tự nhận mình là Kitô hữu và nói tiếng România. Lịch sử văn hoá của România thường được đề cập đến khi nói về các nghệ sĩ có ảnh hưởng, nhạc sĩ, nhà phát minh và vận động viên thể thao.

## Từ nguyên

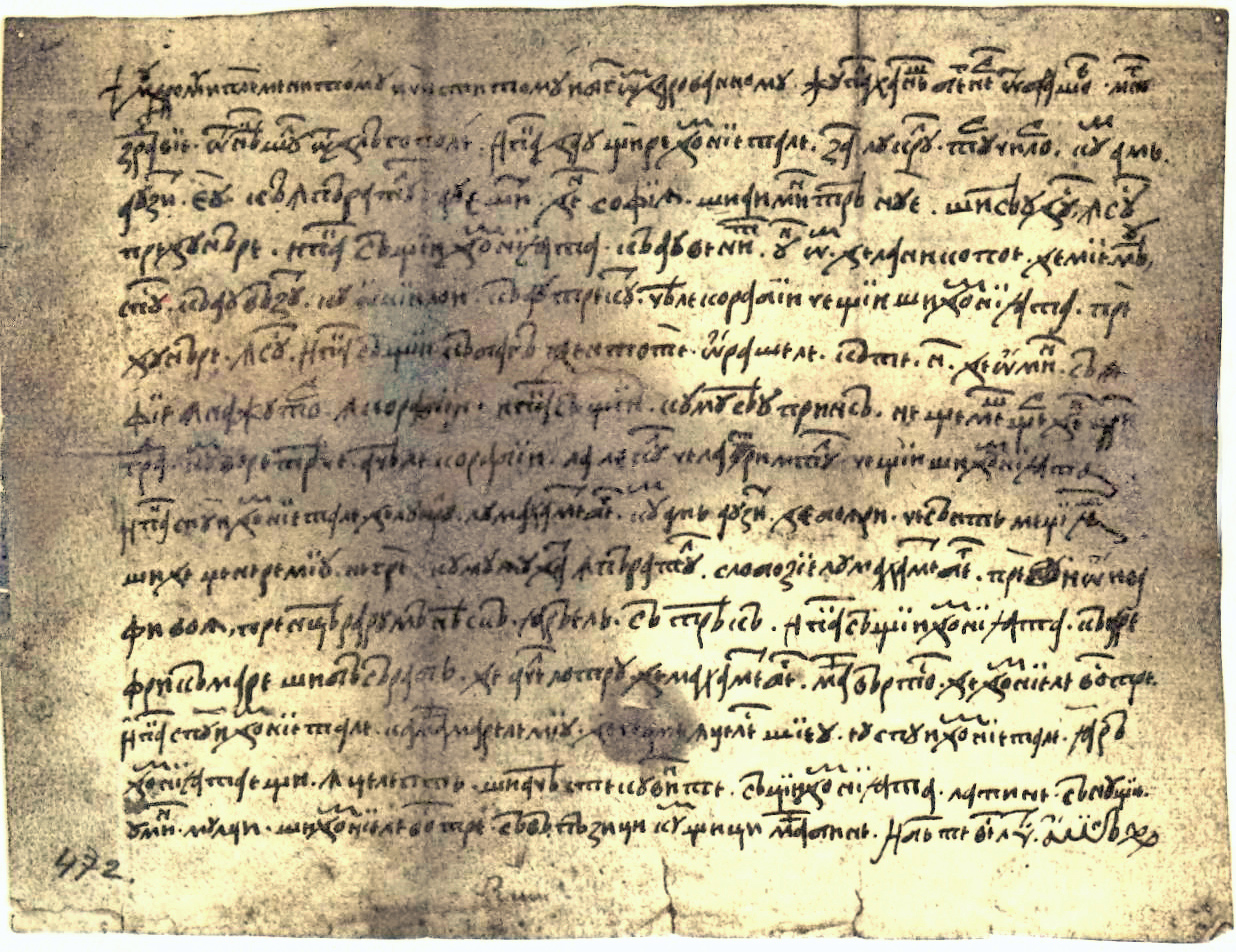
Bức thư của Neacşu từ năm 1521, tài liệu còn sót lại lâu đời nhất được viết bằng tiếng România.

Cái tên România có nguồn gốc từ romanus trong tiếng Latin, có nghĩa là "công dân của Roma". Tên gọi này được sử dụng lần đầu tiên vào thế kỷ 16 bởi các nhà nhân chủng học người Ý khi đi khám phá ở Transylvania, Moldavia và Wallachia.
Các tài liệu cổ xưa nhất được biết đến còn sót được viết bằng tiếng România, một bức thư năm 1521 được gọi là Scrisoarea lui Neacșu (Lá thư của Neacşu từ Câmpulung) ", xuất hiện tên của đất nước: Wallachia được nhắc đến như Ţeara Rumânească (nghĩa là Đất của România; ţeara bắt nguồn từ terra trong tiếng Latin, có nghĩa là "đất").
Hai hình thức chính tả: român và rumân đã được sử dụng thay thế cho nhau, cho đến khi sự phát triển xã hội vào cuối thế kỷ 17, dẫn đến sự khác biệt về ngữ nghĩa của hai hình thức: rumân có nghĩa là "người đầy tớ", trong khi român giữ lại ý nghĩa ban đầu. Sau khi bãi bỏ chế độ nô lệ vào năm 1746, từ rumân dần dần mất đi tính sử dụng, và cách viết chính thức là român. Tudor Vladimirescu, một nhà lãnh đạo cách mạng của România đầu thế kỷ 19, đã sử dụng thuật ngữ Rumânia để chỉ riêng xứ Wallachia.
Việc sử dụng tên Români để chỉ quê hương chung người România - ý nghĩa ngày nay của nó - lần đầu tiên vào đầu thế kỷ 19. Tên này được chính thức sử dụng kể từ ngày 11 tháng 12 năm 1861.
Trong tiếng Anh, tên của quốc gia này đã được đánh vần là Rumania hoặc Roumania . Rumani trở nên phổ biến chính trong khoảng năm 1975. Romania cũng là cách viết chính thức theo tiếng Anh được sử dụng bởi chính phủ România. Một số ít các ngôn ngữ khác (bao gồm Ý, Hungary, Bồ Đào Nha và Na Uy) cũng đã chuyển từ "u" sang "o" như tiếng Anh, nhưng nhiều ngôn ngữ vẫn sử dụng "u", ví dụ như: Roumanie (tiếng Pháp), Rumänien (tiếng Đức và tiếng Thụy Điển), Rumani (tiếng Tây Ban Nha), Rumunia (tiếng Ba Lan), và Румыния (tiếng Nga; chuyển tự: Rumyniya).
Tiếng Việt gọi đất nước này là Rumani, bắt nguồn từ Roumanie trong tiếng Pháp.

### Các tên chính thức trong lịch sử
- 1859–1862: Thân vương quốc Liên hiệp România
- 1862–1866: Thân vương quốc România hoặc România
- 1866–1881: România
- 1881–1947: Vương quốc România hoặc România
- 1947–1965: Cộng hòa Nhân dân România (RPR) hoặc România
- 1965–tháng 12 năm 1989: Cộng hòa Xã hội chủ nghĩa România (RSR) hoặc România
- Tháng 12 năm 1989–nay: România

## Lịch sử

### Lịch sử ban đầu
Vùng đất România ngày nay đã có những nhóm người khác nhau đến sinh sống từ thời tiền sử. Một mẫu hóa thạch xương hàm của người đàn ông đã được tìm thấy tại România và được xác định có niên đại khoảng 34.000 đến 36.000 năm. Đây được coi là mẫu hóa thạch người cổ nhất tại châu Âu. Bên cạnh đó, một hộp sọ có niên đại khoảng 35.000 đến 40.000 năm cũng được tìm thấy tại một hang động gần Anina đã khẳng định con người đã xuất hiện tại vùng đất România từ rất sớm.
Các bằng chứng bằng văn bản sớm nhất của những người sống trong lãnh thổ của România ngày nay - Getae (các bộ lạc người Thracian từng cư ngụ tại khu vực hai bên hạ Danube, tương ứng với miền Bắc Bulgaria và miền nam România ngày nay), trong cuốn sách Lịch sử của Herodotos (440 TCN). Các lãnh thổ nằm ở phía bắc sông Danube là nơi sinh sống của người Dacia, được coi là thuộc về các bộ tộc Getae, là một chi nhánh của người Thracia. Vương quốc Dacia được thành lập giữa 82 và 44 TCN trong triều đại của Burebista.
Những người Dacia đã xuất hiện tại România ít nhất vào khoảng năm 513 trước công nguyên. Dưới sự lãnh đạo của Burebista, Dacia trở thành một quốc gia hùng mạnh và thậm chí còn đe dọa cả một số vùng của Đế quốc La Mã. Trước tình cảnh đó, hoàng đế Julius Caesar dự định mở một chiến dịch lớn chống lại người Dacia nhưng ông đã bị ám sát vào năm 44 trước công nguyên. Không lâu sau đó, Burebista cũng bị ám sát bởi một trong những quý tộc của ông ta. Vương quốc Dacia bị phân thành những quốc gia nhỏ hơn rồi tái thống nhất lại vào năm 95 sau công nguyên dưới sự cai trị của vua Decebalus. Sau đó Dacia lại phải trải qua một giai đoạn đầy biến động cho đến khi hoàng đế La Mã là Marcus Ulpius Nerva Traianus đánh bại Decebalus vào năm 106 sau công nguyên và Dacia trở thành một phần của đế quốc. Nhưng đến năm 271, người La Mã đã phải rút lui do sự xâm lược của người Goth và người Carpi đối với vùng đất này.
Khoảng năm 271, La Mã rút khỏi Daica. Dân du mục Goth vào chiếm và sinh sống với dân địa phương cho đến thề kỷ 4, khi dân du mục Hung tiến vào. Khu vực Transilvania do dân Gepid và Avar chiếm đóng cho đến thế kỷ VIII. Sau đó bị sáp nhập vào đế quốc Bulgaria đến năm 1018. Trong thế kỷ X - XI, Transilvania thuộc vương quốc Hungary cho đến thế kỷ XVI khi Tỉnh độc lập Transilvania được thành lập. Do sự tàn phá và các gánh nặng về kinh tế, dân địa phương không bị ảnh hưởng bởi dân nhập cư về văn hóa và lối sống. Người Pechenegs, người Cumans và người Uzes cũng được nhắc đến trong quá trình lịch sử trên vùng lãnh thổ România, cho đến sự thành lập của các tỉnh România mang tên gọi Wallachia bởi Basarab I, và Moldavia bởi Dragoş vào thế kỷ thứ XIII và thứ XIV theo thứ tự được kể.
Vào thời Trung Cổ, người Romani sống trong hai tỉnh độc lập chính: Wallachia (tiếng Romani: Ţara Românească - "Đất của người Romani"), Moldavia (tiếng Romani: Moldova) cũng như tỉnh Transilvania được cai quản bởi Hungary. Vào năm 1475, Stefan III Đại đế xứ Moldavia đã đại thắng trước quân Ottoman trong trận Vaslui. Tuy nhiên, về sau Wallachia và Moldavia lại dần chịu sự bá chủ của Đế quốc Ottoman trong suốt thế kỷ XV và thế kỷ XVI (năm 1476 đối với Wallachia, Moldavia vào năm 1514), như là những nước chư hầu phải nộp triều cống với quyền tự trị hoàn toàn và sự độc lập đối với bên ngoài cuối cùng mất hẳn vào thế kỷ thứ XVIII.
Một trong những vị vua kiệt xuất của Hungary, Mátyás Corvin (được biết đến trong tiếng România như là Matei Corvin), người trị vì từ 1458-1490, được sinh ra ở Transilvania. Ông tự nhận là người România bởi vì cha ông là người România, Iancu de Hunedoara (Hunyadi János trong tiếng Hungary), và bởi người Hungary vì mẹ ông là người Hungary. Sau này, vào năm 1541, Transilvania trở thành một bang gồm nhiều chủng tộc dưới quyền cai quản của triều đình Ottoman sau trận Mohács.
Năm 1600, cả ba công quốc được hợp nhất thành một liên minh với tên gọi Thân vương quốc Liên hiệp, dưới sự ca trị của Công tước xứ Wallachia - Mihail Viteazal (1558-9 tháng 8 năm 1601). Trong suốt triều đại ông 3 tỉnh này được cư ngụ đa số bởi người România lần đầu tiên sống dưới cùng một chế độ cai trị.

### Độc lập và chế độ quân chủ

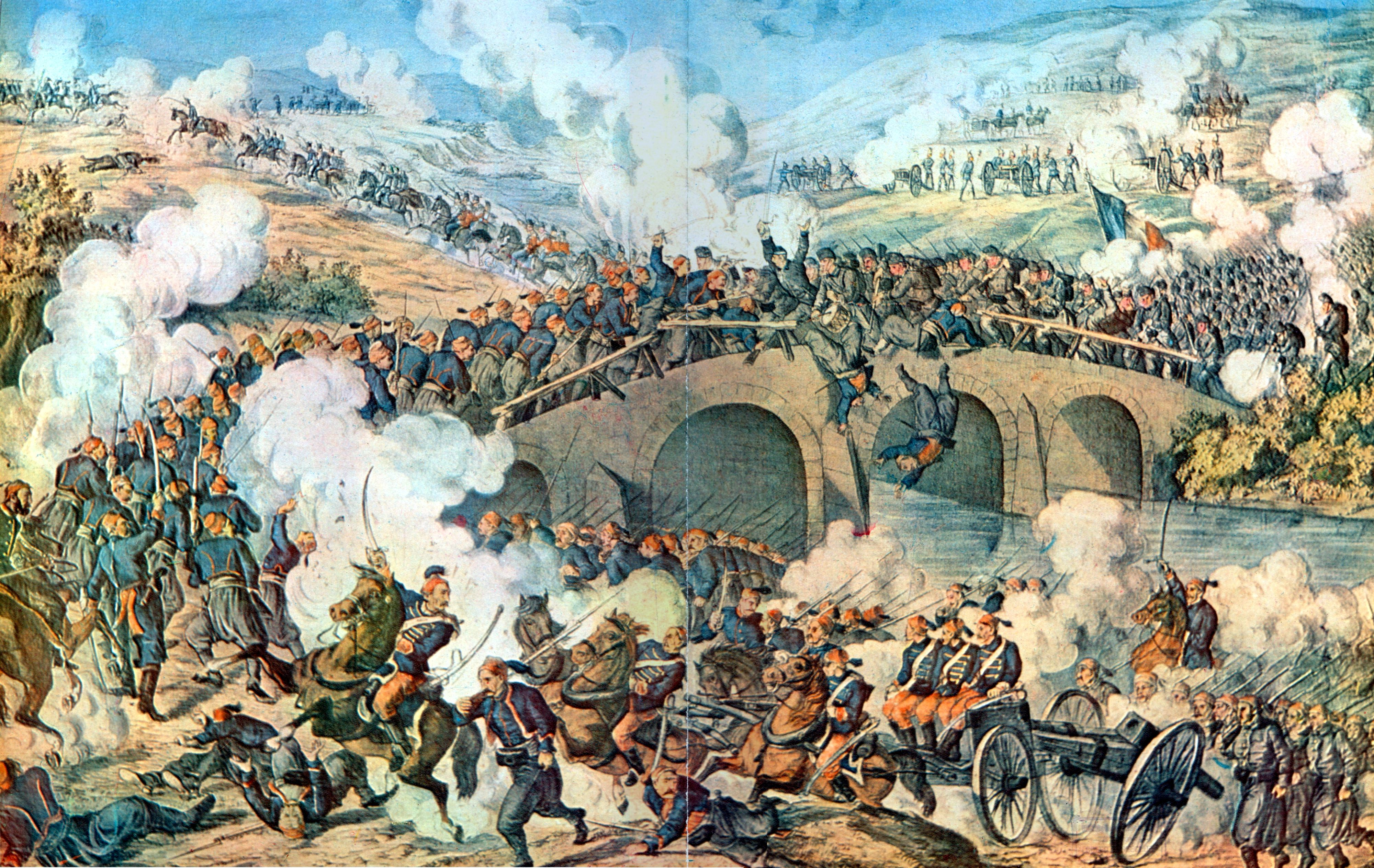
Trận đánh tại cầu Skit, Bucharest, ngày 9 tháng 11 năm 1877, một phần của Cuộc chiến tranh giành độc lập tại România.

Vào năm 1812 đế quốc Nga sáp nhập Bessarabia, phân nửa phần phía đông của Moldavia (một phần bị mất do Hòa ước Paris (1856)); vào năm 1775 các hoàng đế nhà Habsburg đã sáp nhập phần phía bắc, Bukovina, và Đế quốc Ottoman phần đông-nam, Budjak. Vào cuối thế kỷ XVIII, triều đình Habsburg đã sáp nhập Transilvania vào phần mà sau này trở thành Đế quốc Áo. Trong suốt thời gian thống trị của đế quốc Áo-Hung (1867-1918), người dân România ở vùng Transilvania đã trải qua một sự đàn áp tệ hại nhất dưới hình thức các chính sách Hungary hóa của nhà nước Hungary.
Nước România hiện đại được thành lập với sự sáp nhập của hai bang Moldavia và Wallachia vào năm 1859 dưới thời Công tước Alexandru Ioan Cuza xứ Moldavia. Ông ta bị thay thế bởi Công tước Karl xứ Hohenzollern-Sigmaringen vào năm 1866. Trong Chiến tranh Nga-Thổ Nhĩ Kỳ, 1877-78, România chiến đấu ủng hộ phía Nga; trong Hiệp định Berlin, 1878 România được công nhận như là một nước độc lập bởi các nước đế quốc. Để đổi lại việc nhượng cho Nga ba quận phía nam của Bessarabia mà sau này được lấy lại bởi Moldavia sau Chiến tranh Krym vào năm 1852, Vương quốc România đoạt lấy Dobruja. Vào năm 1881 bang này được nâng lên thành một vương quốc và Công tước Carol I trở thành vua Carol I.

România tham gia Chiến tranh thế giới thứ nhất cùng phe với Đồng minh ba bên. Chiến dịch quân sự của România đã kết thúc thảm hại khi quân Liên minh Trung tâm chinh phục phần lớn đất nước và bắt hoặc giết phần lớn quân đội România chỉ trong vòng 4 tháng. Trong giai đoạn cuối của cuộc chiến, đế quốc Nga hoàng sụp đổ năm 1917 với cuộc Cách mạng Tháng Hai, còn đế quốc Áo-Hung thì tan rã năm 1918. Những sự kiện này cho phép Bessarabia, Bukovina và Transilvania tái gia nhập với Vương quốc România vào năm 1918. Nước Hungary khôi phục sau cuộc chiến đã bãi bỏ các đặc quyền và danh hiệu của Hoàng gia Habsburg trong Hiệp ước Trianon vào năm 1920.

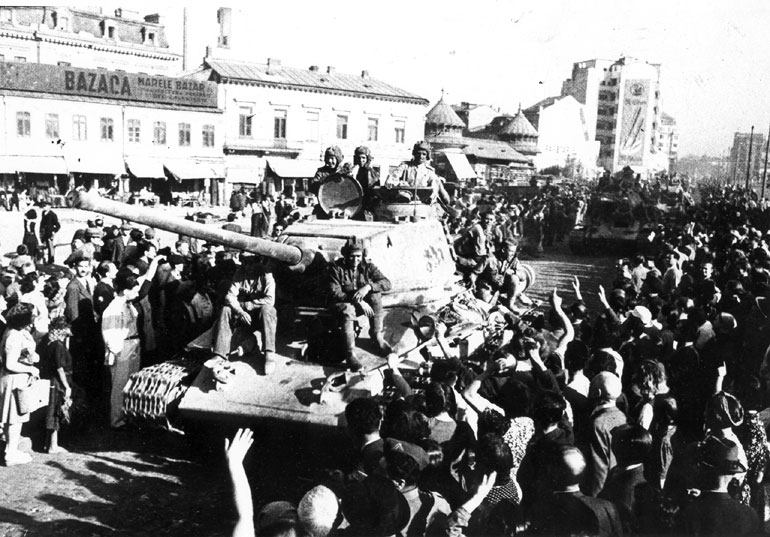
Hồng quân được chào đón tại Bucharest, tháng 8 năm 1944.

Trong thời kỳ chiến tranh, România được gọi là România Mare (Đại România), quốc gia này đã đạt đến phần mở rộng lãnh thổ lớn nhất (gần 300 nghìn km²). Việc thực hiện cải cách nông nghiệp triệt để và việc áp dụng hiến pháp mới tạo ra một khuôn khổ dân chủ và cho phép tăng trưởng kinh tế nhanh chóng. Với sản lượng dầu là 7,2 triệu tấn vào năm 1937, România là nước xuất khẩu lớn thứ hai châu Âu và thứ bảy trên thế giới, cũng là nước sản xuất lương thực thực phẩm lớn thứ hai châu Âu. Tuy nhiên, đầu những năm 1930 đã được đánh dấu bằng thất nghiệp và đình công, với hơn 25 chính phủ theo sau trong suốt thập kỷ này. Nhiều lần trong những năm trước Thế chiến II, các đảng dân chủ đã bị vướng vào những xung đột với những người phát xít và những người thuộc đảng Mișcarea Legionară (cận vệ sắt) theo xu hướng độc tài của vua Carlos II.
Năm 1940 trong Chiến tranh thế giới thứ hai, Bắc Bukovina và Bessarabia, Bắc Transilvania và phía nam Dobruja bị chiếm bởi Liên Xô, Hungary và Bulgaria theo thứ tự kể trên. Vua Carol II độc đoán đã thoái vị vào năm 1940 và những năm sau đó România bước vào cuộc chiến tham gia lực lượng của Phe Trục. Sau sự chiếm đóng của Liên Xô, România lấy lại được Bessarabia và phía bắc Bukovina từ nước Nga Xô-viết, dưới sự lãnh đạo của tướng Ion Antonescu. Đức tặng thưởng lãnh thổ Transnistria cho România. Trong suốt cuộc Chiến tranh thế giới thứ hai, chính quyền Antonescu, liên minh với phát xít Đức, đã đóng một vai trò trong Holocaust, với các chính sách đàn áp và tàn sát người Do Thái, và ở mức độ thấp hơn là người România. Theo một báo cáo phát hành năm 2004 bởi một cơ quan do cựu Tổng thống Ion Iliescu bổ nhiệm và điều hành bởi Elie Wiesel (người đã từng đoạt giải Nobel), các nhà cầm quyền România là thủ phạm trong việc lên kế hoạch và thực hiện việc giết từ 280.000 đến 380.000 người Do Thái, nguyên trong miền đông România thu lại hay chiếm của Liên Xô, dù trong một số tài liệu ước lượng thương vong trong thế chiến II thậm chí còn cao hơn.
Vào tháng 8 năm 1944 chính quyền Antonescu bị lật đổ, và România gia nhập phe Đồng Minh chống lại phát xít Đức, nhưng vai trò của nước này trong việc đánh bại Đức không được công nhận bởi Hiệp định Hòa bình Paris năm 1947.

### Cộng hòa Xã hội chủ nghĩa România

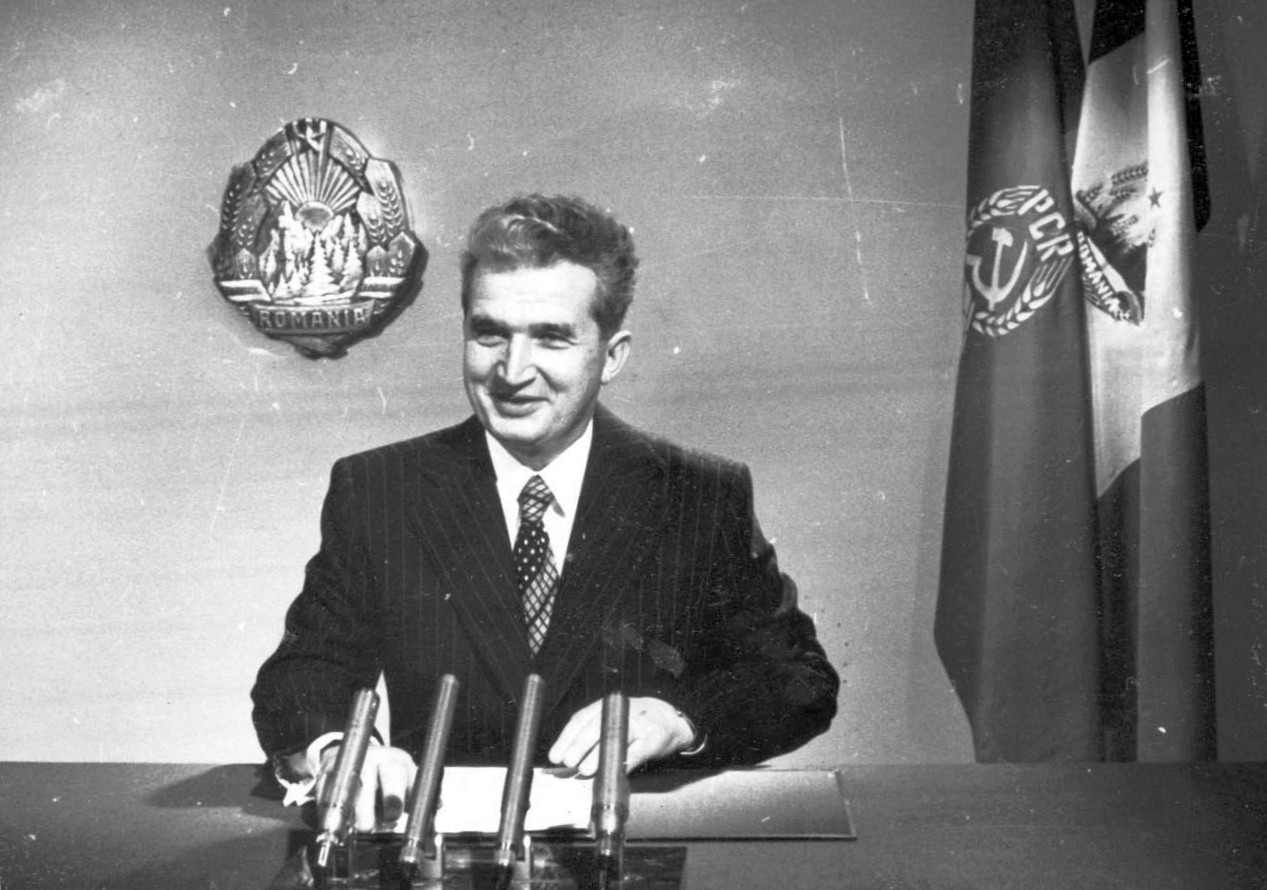
Nicolae Ceaușescu, lãnh đạo România từ năm 1965 cho đến năm 1989.

Trong thời gian Liên Xô chiếm đóng România, Đảng Cộng sản đã kêu gọi bầu cử mới vào năm 1946, với 70% số phiếu bầu. Vì vậy, họ nhanh chóng trở thành lực lượng chính trị đa số. Gheorghe Gheorghiu-Dej, một lãnh đạo đảng Cộng sản bị cầm tù năm 1933, trốn thoát năm 1944 đã trở thành lãnh đạo Đảng Cộng sản đầu tiên của România. Năm 1947, ông và những người khác buộc vua Mihai I phải thoái vị và rời khỏi đất nước, và tuyên bố România là một nước cộng hòa nhân dân. România vẫn thuộc sự chiếm đóng quân sự và kiểm soát kinh tế của Liên Xô cho đến cuối những năm 1950. Trong thời gian này, tài nguyên thiên nhiên rộng lớn của România đã được các công ty liên doanh Liên Xô-România (SovRoms) tiến hành khai thác.
Năm 1948, nhà nước bắt đầu quốc hữu hóa các công ty tư nhân và hợp tác hóa nông nghiệp. Cho đến đầu những năm 1960, chính phủ đã cắt giảm các quyền tự do chính trị và ngăn chặn bất kỳ nhóm chống đối nào với sự giúp đỡ của Securitate (cảnh sát mật România). Trong thời gian này, chính phủ đã phát động một số chiến dịch thanh lọc, với các hình thức trừng phạt khác nhau, như trục xuất, khai trừ nội bộ hoặc đưa vào các trại lao động và trại giam, đôi khi là xử bắn. Tuy nhiên, phong trào chống Cộng ở Romania là một trong những phong trào lâu dài nhất ở Khối Đông Âu. Một Ủy ban thống kê vào năm 2006 ước tính hai triệu người từng chịu một hình thức điều tra nào đó trong thời kỳ này.
Sau cuộc thương thảo về việc rút quân của Liên Xô tại đây vào năm 1958, România - dưới sự lãnh đạo của Nicolae Ceauşescu - bắt đầu theo đuổi những chính sách độc lập hơn với Liên Xô như việc chỉ trích Khối Warszawa can thiệp quân sự vào Tiệp Khắc, tiếp tục duy trì quan hệ ngoại giao với Israel sau Cuộc chiến 6 ngày năm 1967, thiết lập các mối quan hệ kinh tế và ngoại giao với Cộng hòa Liên bang Đức. Ngoài ra, sự hợp tác chặt chẽ với các quốc gia Ả Rập cho phép România đóng vai trò chủ chốt trong tiến trình đối thoại Israel-Ai Cập và Israel-PLO. Tuy nhiên, nợ nước ngoài của România đã gia tăng không ngừng, từ năm 1977-1981, nợ nước ngoài tăng từ 3 lên 10 tỷ USD, ảnh hưởng của các tổ chức tài chính quốc tế như IMF và Ngân hàng Thế giới tăng lên, điều này mâu thuẫn với đường lối chính trị của Nicolae Ceauşescu. Ông đề xướng một dự án để hoàn trả nợ nước ngoài của România nhưng các đường lối chính trị sai lầm của ông đã làm trì trệ România, trong khi mở rộng quyền lực của công an và tệ sùng bái cá nhân. Việc đó đã làm giảm uy tín của Nicolae Ceauşescu và Chính phủ của ông bị lật đổ bởi một cuộc đảo chính quân sự tháng 12 năm 1989. Ông và vợ bị tử hình sau một phiên xử chiếu lệ chỉ diễn ra hai giờ, không có kháng cáo và cũng không có luật sư bào chữa Tháng 12 năm 1989, chế độ xã hội chủ nghĩa ở România do Nicolae Ceausescu đứng đầu bị sụp đổ, România chuyển sang chế độ đa nguyên, đa đảng.

### Đương đại

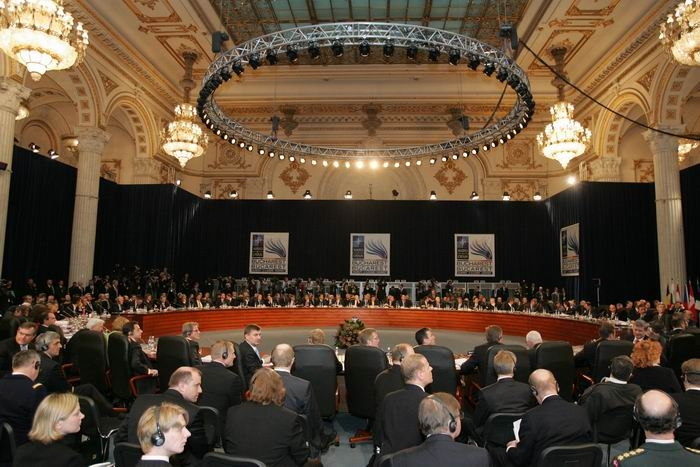
România gia nhập NATO năm 2004 và tổ chức Hội nghị Thượng đỉnh NATO năm 2008 tại Bucharest

Năm 1990, Ion Iliescu được bầu làm Tổng thống và lấy tên chính thức của nước là Cộng hòa România. Hiến pháp mới được phê chuẩn qua cuộc trưng cầu ý dân năm 1991. Sau khi thay đổi thể chế chính trị, cánh tả đã cầm quyền tại România cho tới cuối 1996. Tháng 11 năm 1996, cánh hữu thắng cử nhưng đã thất bại trong việc phục hồi và quản lý kinh tế - xã hội nên cánh tả trở lại nắm quyền cuối năm 2000. Năm 1995, România đệ đơn xin gia nhập Liên hiệp châu Âu. Năm 1996, România và Hungary ký một hiệp định chung tuyên bố bãi bỏ những tranh chấp (không xâm phạm biên giới và bảo đảm quyền của thiểu số người Hungary sống trong lãnh thổ România). Đảng Dân chủ Cơ Đốc giáo giành thắng lợi trong cuộc bầu cử lập pháp, Emil Constantinescu trở thành Tổng thống. Năm 2000, Ion Iliescu tái đắc cử và trở lại lãnh đạo đất nước. Tuy nhiên, do đời sống nhân dân chậm được cải thiện nên tháng 12 năm 2004 cánh hữu lại thắng cử và cầm quyền cho tới nay. România đã gia nhập NATO từ 29 tháng 3 năm 2004 và EU từ 1 tháng 1 năm 2007.
Cựu Tổng thống Traian Băsescu (2004–2014) đã hai lần bị Quốc hội România luận tội (năm 2007 và 2012), lần thứ hai trên nền tảng của cuộc biểu tình đường phố đầu năm 200. Trong cuộc trưng cầu dân ý tổng thống România năm 2012, hơn 7 triệu cử tri (88% số người tham gia) đã bỏ phiếu để lật đổ Băsescu, so với 5.2 triệu cử tri ban đầu ủng hộ ông trong cuộc bầu cử tổng thống România năm 2009. Tuy nhiên, Tòa án Hiến pháp România, trong một quyết định đã đánh giá kết quả của cuộc trưng cầu dân ý, cho biết số cử tri đi bầu (46,24% theo số liệu thống kê chính thức) là quá thấp. Những người ủng hộ Băsescu đã được ông và đảng cũ của ông kêu gọi không tham gia trưng cầu dân ý, do đó nó sẽ bị vô hiệu do không đủ cử tri đi bầu.
Vào tháng 11 năm 2014, thị trưởng thành phố Sibiu Klaus Iohannis bất ngờ đánh bại thủ tướng đương nhiệm Victor Ponta, người đã dẫn đầu trong các cuộc thăm dò ý kiến. Chiến thắng bất ngờ này là do nhiều người đến với cộng đồng người România, trong đó gần 50% đã bỏ phiếu cho Iohannis trong vòng đầu tiên, so với 16% cho Ponta.
Các cuộc biểu tình chống chính phủ lớn nhất lịch sử România đã xảy ra vào nửa đầu năm 2017. Điển hình, vào tháng 1 năm 2017, nhiều ngày sau khi chính phủ của Sorin Grindeanu tuyên thệ nhậm chức tại România, nhiều cuộc biểu tình lớn đã diễn ra trên khắp đất nước chống lại nghị định được đề xuất bởi Bộ Tư pháp România về việc tha thứ tội phạm cam kết nhất định, và sửa đổi Bộ luật Hình sự România (đặc biệt là liên quan đến việc lạm dụng quyền lực). Ngay sau khi có thông báo rằng các pháp lệnh được thông qua, hơn 25.000 người đã xuống đường biểu tình trong đêm đó. Các cuộc biểu tình tăng lên vào ngày hôm sau đến hơn 300.000 người trên khắp cả nước, trở nên các cuộc biểu tình lớn nhất kể từ sự sụp đổ của chủ nghĩa cộng sản. Tiếp đó, ngày 12/11, hàng nghìn người România đã tham gia các cuộc biểu tình tại nhiều thành phố để phản đối dự luật cải cách tư pháp của chính phủ. Theo những người biểu tình, những sửa đổi theo dự luật sẽ làm suy yếu các nỗ lực chống tham nhũng. Tại thủ đô Bucharest, hơn 1.000 người biểu tình đã tập trung phản đối các chính sách kinh tế "không rõ ràng" của chính phủ. Người biểu tình cũng tập trung trước trụ sở của đảng Dân chủ Xã hội cầm quyền nhằm phản đối đảng này. Biểu tình cũng diễn ra ở một số thành phố khác. Trước đó ngày 5/11, hơn 12.000 đã tham gia các cuộc biểu tình tại Bucharest phản đối dự luật cải cách tư pháp. Tại hàng chục thành phố khác, hàng nghìn người cũng đổ xuống đường phản đối dự luật mà họ cho là sẽ làm suy yếu quyền lực của Cơ quan chống tham nhũng quốc gia (DNA) cũng như ngăn cản cơ quan này tiến hành điều tra các quan chức. Theo dự luật cải cách, tổng thống sẽ không còn quyền chỉ định các công tố viên cao cấp. Các ý kiến phản đối cho rằng việc sửa đổi dự luật có mục tiêu duy nhất là bảo vệ các nhà lãnh đạo tham nhũng.
Chính phủ từ năm 1989 cũng đã bị chỉ trích vì đã cho phép các công ty nước ngoài khai thác mỏ khoáng chất, kim loại hiếm và vàng ở Rosia Montana, cũng như cho phép tập đoàn năng lượng đa quốc gia Chevron của Mỹ khai thác khí đá phiến bằng kỹ thuật fracking, gây ô nhiễm trữ lượng nước ngọt của các khu vực bị ảnh hưởng. Trong năm 2012-2014 đã có một số cuộc biểu tình lớn chống lại cả hai hành động này.

## Chính trị
Khuôn khổ chính trị của România là một nước cộng hòa bán tổng thống, đại nghị, nơi thủ tướng là người đứng đầu chính phủ và tổng thống là người đứng đầu nhà nước. Quyền hành pháp được thực hiện bởi tổng thống nước cộng hòa và chính phủ. România có một hệ thống đa đảng, có quyền lập pháp trong chính phủ và hai viện của Quốc hội: Phòng Đại biểu và Thượng viện. các cơ quan tư pháp là độc lập của cơ quan hành pháp và cơ quan lập pháp. Hiến pháp România năm 1991 (sửa đổi năm 2003) tuyên bố nó một nước cộng hòa dân chủ và xã hội, bắt nguồn của nó từ nhân dân. Theo hiến pháp, "Nhân phẩm, quyền công dân và tự do, sự phát triển không cản trở nhân cách, công lý và đa nguyên chính trị là những giá trị tối cao và được bảo đảm." Hiến pháp quy định về một Tổng thống, một Quốc hội, một Toà án Hiến pháp và một hệ thống của tòa án riêng biệt bao gồm Tòa án Tối cao. Quyền bỏ phiếu được cấp cho tất cả công dân trên 18 tuổi.
Hệ thống tư pháp độc lập với các nhánh khác của chính phủ, và được tạo thành từ một hệ thống phân cấp của các tòa án thông qua Tòa án Tối cao của Giám đốc thẩm và Tư pháp, là tòa án tối cao của România. Ngoài ra còn có các tòa án kháng cáo, tòa án quận và tòa án địa phương. Hệ thống tư pháp România bị ảnh hưởng mạnh mẽ bởi mô hình của Pháp, dựa trên luật dân sự và có tính chất tra hỏi trong tự nhiên. Tòa án Hiến pháp (Curtea Constituţională) chịu trách nhiệm đánh giá sự tuân thủ luật và các quy định khác của nhà nước đối với hiến pháp, đó là luật cơ bản của quốc gia và chỉ có thể được sửa đổi thông qua trưng cầu dân ý. Việc gia nhập EU năm 2007 đã ảnh hưởng đáng kể đến chính sách trong nước của nó, và bao gồm cải cách tư pháp, tăng cường hợp tác tư pháp với các nước thành viên khác, và các biện pháp chống tham nhũng.
România có một hệ thống đa đảng với nhiều đảng phái chính trị, không một đảng nào có cơ hội giành đa số quốc hội, và các bên phải làm việc với nhau để thành lập các chính phủ liên minh. Hệ thống hiện tại được thành lập trong Cách mạng România năm 1989 và thông qua hiến pháp mới năm 1991; trước những sự kiện này, România là một quốc gia độc đảng do đảng Cộng sản România nắm quyền.
Từ đầu những năm 1990, chính trị România đã giảm dần số lượng các bên tham gia Quốc hội và một sự hợp nhất tương đối của các bên hiện hữu dọc theo các dòng tư tưởng. Các đảng chính có thể được nhóm lại thành các "gia đình" tự do, dân chủ hoặc bảo thủ. Nhóm cực đoan có một hồ sơ chính trị tương đối thấp ở România, bất chấp một sự phổ biến của chính trị cánh hữu và Chủ nghĩa hoài nghi Châu âu trên khắp châu Âu trong những năm 2010. Tuy nhiên, việc chuyển đổi đảng (chính trị học theo trào lưu) vẫn là một vấn đề, cũng như sự tham nhũng, dẫn đến mức độ tin tưởng công khai thấp ở các đảng chính trị (12% vào tháng 12 năm 2014). Để chống lại nhận thức này, hai đảng lớn nhất năm 2015 (Đảng Dân chủ Xã hội và Dân tộc Tự do) đã khởi xướng một loạt các cải cách nội bộ nhằm tăng cường các tiêu chí về tính toàn vẹn của họ và áp đặt các biện pháp trừng phạt kỷ luật đối với các thành viên đảng điều tra hoặc kết án về tội tham nhũng.
Điều 40 của Hiến pháp România quy định rằng công dân có thể tự do liên kết với các đảng chính trị, ngoại trừ các thẩm phán, nhân viên quân sự, cảnh sát và các công chức khác. Cùng một nghị quết cấm các bên tham gia chiến dịch chống lại chủ nghĩa đa nguyên chính trị, quy định của pháp luật và chủ quyền và toàn vẹn lãnh thổ của România. Hệ thống đảng của România được quy định bởi Luật số 1. 14/2003 về các đảng chính trị; ban đầu, pháp luật bắt buộc một danh sách gồm 25.000 người ủng hộ, cư trú tại ít nhất 18 hạt và Đô thị Bucharest, để một bên được chính thức đăng ký. Tuy nhiên, vào tháng 2 năm 2015, Đảng cướp biển România đã đăng ký khiếu nại với Tòa án Hiến pháp, lập luận rằng yêu cầu danh sách là vi phạm các quy định hiến pháp về quyền tự do hiệp hội. Tòa án sau đó đã hủy bỏ yêu cầu, tuyên bố là không hợp hiến pháp và vào ngày 6 tháng 5 năm 2015, Quốc hội Rumani đã phê chuẩn một phiên bản sửa đổi của luật, cho phép thành lập một đảng chính trị với 3 chữ ký.

### Quan hệ đối ngoại và quân sự

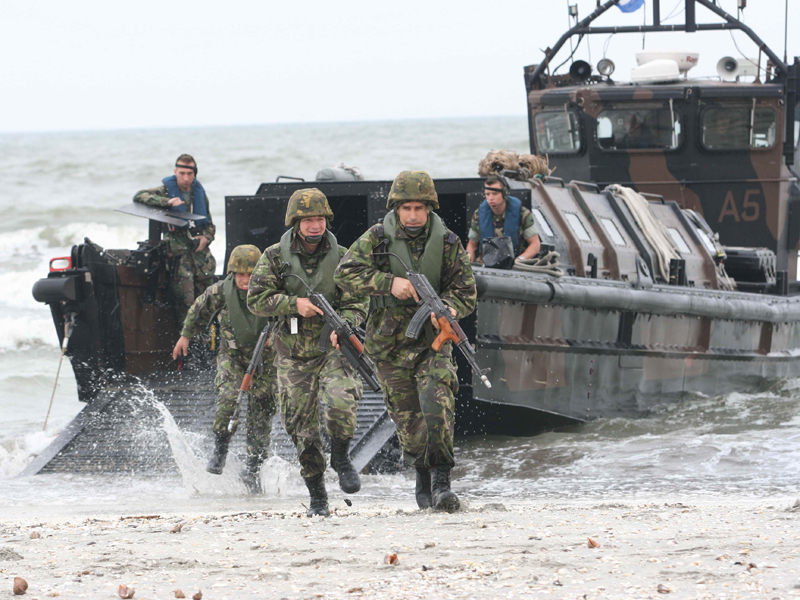
Lực lượng Hải quân România trong một cuộc tập trận với Hà Lan tại bãi biển Vadu.

Từ tháng 12 năm 1989, România đã theo đuổi một chính sách tăng cường quan hệ với phương Tây nói chung, cụ thể hơn là với Hoa Kỳ và Liên minh châu Âu, mặc dù vẫn có quan hệ với Nga. Nước này gia nhập NATO ngày 29 tháng 3 năm 2004, Liên minh châu Âu vào ngày 1 tháng 1 năm 2007, gia nhập Quỹ Tiền tệ Quốc tế và Ngân hàng Thế giới vào năm 1972. România là một thành viên sáng lập của Tổ chức Thương mại Thế giới.
Chính phủ hiện nay tuyên bố mục tiêu tăng cường quan hệ với và giúp đỡ các nước khác (đặc biệt là Moldova, Ukraina và Gruzia) với quá trình hội nhập với các nước phương Tây. Từ những năm 1990, nước này có những đóng góp đáng kể cho NATO và giúp đỡ cho các nước cộng hòa thuộc Liên Xô cũ ở Đông Âu và khu vực Kavkaz trở thành thành viên EU . România cũng tuyên bố sự hỗ trợ của chính phủ đối với Thổ Nhĩ Kỳ, và việc Croatia gia nhập Liên minh châu Âu. Vì người Hungary là dân tộc thiểu số ở România, nước này cũng đã phát triển mối quan hệ mạnh mẽ với Hungary. România đã chọn ngày 1 tháng 1 năm 2007 để tham gia Khu vực Schengen và đề xuất thành viên của họ đã được Nghị viện châu Âu thông qua vào tháng 6 năm 2011, nhưng đã bị Hội đồng châu Âu loại bỏ vào tháng 9 năm 2011.
Tháng 12 năm 2005, Tổng thống Traian Băsescu và Ngoại trưởng Hoa Kỳ Condoleezza Rice đã ký một thoả thuận cho phép sự hiện diện của quân đội Hoa Kỳ tại România, chủ yếu ở phía đông đất nước. Tháng 5 năm 2009, Hillary Clinton, Ngoại trưởng Hoa Kỳ tuyên bố rằng "România là một trong những đối tác đáng tin cậy và đáng kính nhất của Mỹ".
Mối quan hệ với Moldova là một trường hợp đặc biệt. Hai nước này đều chia sẻ cùng một ngôn ngữ và lịch sử chung. Một phong trào thống nhất của România và Moldova xuất hiện vào đầu những năm 1990 sau khi cả hai nước từ bỏ chế độ cộng sản, nhưng đã bị mất điểm vào giữa những năm 1990 khi một chính phủ Moldova mới theo đuổi một chương trình nghị sự nhằm bảo vệ một nước cộng hòa Moldova độc lập. Sau cuộc biểu tình năm 2009 tại Moldova, quyền lực của đảng Cộng sản bị xóa bỏ, quan hệ giữa hai nước đã được cải thiện đáng kể.
Lực lượng vũ trang România bao gồm lục quân, không quân và hải quân, được lãnh đạo bởi một Tổng tư lệnh dưới sự giám sát của Bộ Quốc phòng. Lực lượng vũ trang bao gồm khoảng 15.000 thường dân và 75.000 là quân nhân - 45.800 lực lượng lục quân, 13.250 trong lực lượng không quân, 6.800 trong lực lượng hải quân và 8.800 trong các đơn vị khác. Tổng chi tiêu cho quốc phòng năm 2007 chiếm 2,05% tổng GDP quốc gia, khoảng 2,9 tỷ đô la Mỹ, với tổng số 11 tỷ đô la dành cho việc hiện đại hoá và mua sắm trang thiết bị mới từ năm 2006 đến năm 2011.
România đã đóng góp quân đội cho việc gìn giữ hòa bình ở Afghanistan từ năm 2002, với sự triển khai tối đa 1.600 quân năm 2010. Nghĩa vụ quân sự của nước này đã kết thúc vào năm 2014. Quân đội România đã tham gia Các cuộc tấn công Iraq, với khoảng 730 lính, trước khi rút xuống còn 350 binh lính. România đã chấm dứt sứ mệnh của mình tại Iraq và rút quân vào ngày 24 tháng 7 năm 2009. Các tàu khu trục HMS Coventry (mua từ Vương quốc Anh) của România tham gia vào can thiệp quân sự năm 2011 tại Libya. 
Vào tháng 12 năm 2011, Thượng viện România đã nhất trí thông qua dự thảo luật phê chuẩn thoả thuận giữa România và Hoa Kỳ ký kết vào tháng 9 năm đó, cho phép thiết lập và vận hành hệ thống phòng thủ tên lửa đạn đạo trên đất liền của Mỹ ở România như là một phần của NATO, nhằm xây dựng một lá chắn tên lửa lục địa.

### Đơn vị hành chính
România được chia thành 41 hạt (județe) và vùng đô thị Bucharest. Mỗi hạt được quản lý bởi một hội đồng hạt, chịu trách nhiệm về các vấn đề địa phương, cũng như một bộ trưởng chịu trách nhiệm quản lý các vấn đề quốc gia ở cấp hạt. Trưởng hạt được bổ nhiệm bởi chính quyền trung ương nhưng không thể là thành viên của bất kỳ đảng chính trị nào. Mỗi hạt được chia nhỏ thành các thành phố và xã, có thị trưởng và hội đồng địa phương riêng. Có tổng cộng 319 (municipiu) thành phố, 217 thị trấn (oraş) và 2.686 xã (comună) ở România. Tổng cộng có 103 thành phố lớn có trạng thái đô thị, mang lại quyền hành chính cao hơn đối với các vấn đề địa phương. Đô thị Bucharest là một trường hợp đặc biệt vì nó ngang bằng với một hạt. Nó được chia thành sáu vùng, có cấp hành chính như một hạt và có một hạt trưởng, một thị trưởng chung (primar), và một hội đồng thành phố chung.
Đơn vị cấp NUTS-3 của Liên minh châu Âu phản ánh cấu trúc lãnh thổ hành chính România, tương ứng với 41 hạt cộng với Bucharest. Các thành phố và xã tương ứng với cấp NUTS-5, nhưng không có phân cấp cấp NUTS-4. Cấp NUTS-1 (bốn khu vực phát triển) và NUTS-2 (tám khu vực phát triển) tồn tại nhưng không có năng lực hành chính và được sử dụng để điều phối các dự án phát triển khu vực và mục đích thống kê.
| Vùng              | Diện tích (km²) | Dân số (2011) | Thành phố lớn nhất*   |
| ----------------- | --------------- | ------------- | --------------------- |
| Tây Bắc           | 34.159          | 2.600.132     | Cluj-Napoca (411.379) |
| Trung Tâm         | 34.082          | 2.360.805     | Brașov (369.896)      |
| Đông Bắc          | 36.850          | 3.302.217     | Iași (382.484)        |
| Đông Nam          | 35.762          | 2.545.923     | Constanța (425.916)   |
| Nam               | 34.489          | 3.136.446     | Ploiești (276.279)    |
| București - Ilfov | 1.811           | 2.272.163     | Bucharest (2.272.163) |
| Tây Nam           | 29.212          | 2.075.642     | Craiova (356.544)     |
| Tây               | 32.028          | 1.828.313     | Timișoara (384.809)   |

## Nhân khẩu
Tôn giáo tại România (2011)
Tính đến năm 2011, dân số România vào khoảng 20.112.641 người. Giống như các nước khác trong khu vực, con số này dự kiến sẽ giảm dần trong những năm tới do tỷ lệ sinh và tỷ lệ di cư giảm. Thống kê vào tháng 10 năm 2011,người România chiếm 88,9% dân số. Các dân tộc thiểu số lớn nhất là người Hungary (chiếm 6,5% dân số), và người Di-gan (chiếm 3,3% dân số). Người Hungary tại România sinh sống chủ yếu ở Harghita và Covasna. Các dân tộc thiểu số khác gồm người Ukraina, người Đức, người Thổ, người Lippovans, người Arumans, người Tatar và người Serb. Năm 1930, 745.426 người Đức sống ở România, nhưng hiện nay chỉ còn lại 36.000 người. Năm 2009, khoảng 133.000 người nhập cư sống ở România, chủ yếu đến từ Moldova và Trung Quốc.

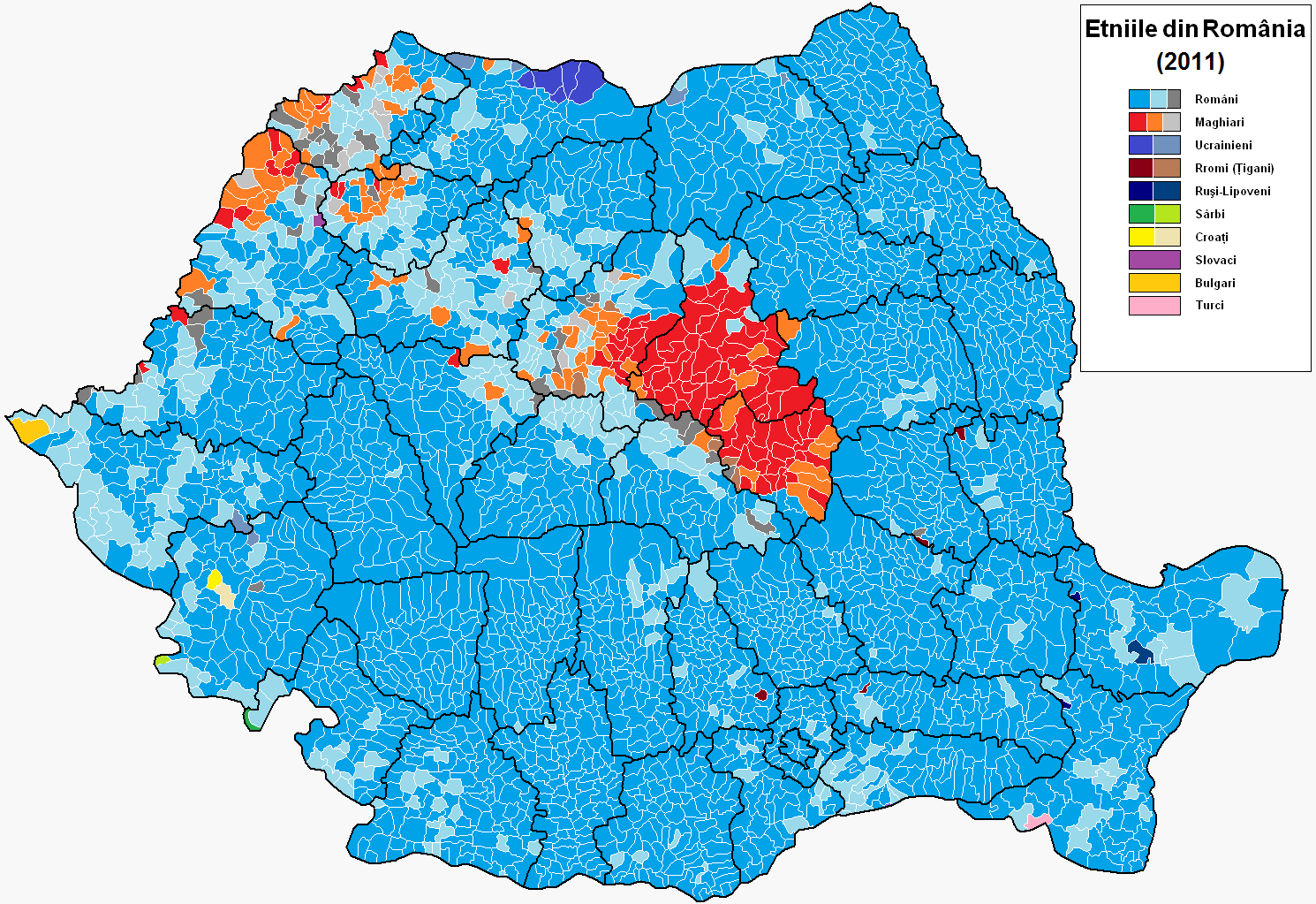
Các nhóm sắc tộc tại România (số liệu năm 2011)
Người România
Người Hungary
Người Ukraina
Người Di-gan
Người Nga-Lipoveni
Người Serb
Người Croatia
Người Slovak
Người Bulgaria
Các dân tộc Turk

Số lượng người România và các cá nhân gốc România sống ở nước ngoài ước tính khoảng 12 triệu. Sau cuộc Cách mạng România năm 1989, một số lượng lớn người România di cư sang các nước châu Âu khác, Bắc Mỹ hoặc Úc. Ví dụ, vào năm 1990, 96.919 người România định cư vĩnh viễn ở nước ngoài.
Tiếng România là ngôn ngữ chính thức của nước này, đây là một ngôn ngữ Rôman thuộc nhóm ngôn ngữ gốc Ý của ngữ hệ Ấn-Âu, có nhiều điểm tương đồng với tiếng Pháp, tiếng Ý, tiếng Tây Ban Nha và tiếng Bồ Đào Nha, trong đó thứ tiếng này gần với tiếng Ý nhất. Bảng chữ cái România gồm 26 chữ cái giống bảng chữ cái La tinh chuẩn và thêm năm chữ cái bổ sung (cụ thể là 'ă', 'â', 'î', 'ț' và 'ș'), tổng cộng là 31.
Tiếng România được nói như là ngôn ngữ mẹ đẻ của 85% dân số, trong khi tiếng Hungary và Vlax Romani (một nhánh ngôn ngữ của tiếng România) được nói bởi những người bản xứ, chiếm 6,2% và 1,2% dân số. Có 25.000 người nói tiếng Đức và 32.000 người nói tiếng Thổ Nhĩ Kỳ sống ở România, cũng như gần 50.000 người nói tiếng Ukraina, tập trung ở một số khu vực nhỏ gần biên giới, nơi họ chiếm đa số. Hiến pháp hội đồng địa phương quy định phải đảm bảo quyền lợi về ngôn ngữ của tất cả các dân tộc thiểu số, và trong cộng đồng nơi dân tộc thiểu số chiếm hơn 20% dân số nên các ngôn ngữ thiểu số có thể được sử dụng trong mục đích hành chính, hệ thống tư pháp và giáo dục. Người nước ngoài và người không quốc tịch sống ở România có quyền tiếp cận công lý và giáo dục bằng ngôn ngữ của họ. Tiếng Anh và tiếng Pháp là hai ngoại ngữ chính được giảng dạy tại các trường học. Năm 2010, Cộng đồng Pháp ngữ xác định 4.756.100 người nói tiếng Pháp, chiếm 17% dân số. Khoảng 31% dân số nước này nói tiếng Anh.
România là một nhà nước thế tục và không có tôn giáo nào được công nhận quốc giáo. Tuy nhiên, đại đa số công dân của nước này tự nhận mình là Kitô hữu. 86,7% dân số của đất nước được xác định là Chính Thống giáo theo điều tra dân số năm 2002, phần lớn trong số đó thuộc về Giáo hội Chính thống România. Các giáo phái Kitô giáo khác là Tin Lành (5,2%), Công giáo Rôma (4,7%) và Giáo hội Công giáo nghi lễ Hy Lạp (0,9%). Đây cũng là hai tổ chức tôn giáo phải chịu đựng sự đàn áp nặng nề nhất dưới chế độ Cộng sản. Giáo hội Công giáo nghi lễ Hy Lạp vẫn bị cấm bởi chính quyền cộng sản vào năm 1948, sau đó, dưới chế độ Ceauşescu, một số nhà thờ ở Transilvania đã bị phá hủy. Tin Lành và Công giáo cũng tập trung ở Transilvania.
România cũng có một cộng đồng Hồi giáo tập trung ở Dobruja, chủ yếu là người Thổ Nhĩ Kỳ và Tatar với dân số 67.500 người. Theo kết quả điều tra dân số năm 2002, có 66.846 công dân România theo đức tin Unitarian (0,3% tổng dân số). Trong tổng số các dân tộc thiểu số nói tiếng Hungary ở România, giáo phái Unitarians đại diện cho 4,55% dân số, là nhóm giáo phái Kitô lớn thứ ba sau Giáo hội Cải cách ở România (47,10%) và Công giáo (41,20%). Từ năm 1700, Giáo hội Unitarian đã có 125 giáo xứ, trong năm 2006, có 110 mục sư Unitarian và 141 nơi thờ tự ở România.
Ngày 27 tháng 12 năm 2006, một Luật mới về tôn giáo đã được phê duyệt, theo đó các giáo phái tôn giáo chỉ có thể nhận được sự công nhận chính thức của nhà nước nếu họ có ít nhất 20.000 thành viên, chiếm khoảng 0,1% tổng dân số của România.
Mặc dù 54,0% dân số sống ở khu vực thành thị vào năm 2011, tỷ lệ này đã giảm từ năm 1996. Các hạt có dân số đô thị cao hơn là Hunedoara, Brașov và Constanța, có dân số ít hơn là Dâmbovița (30,06 %), Giurgiu và Teleorman. Bucharest là thủ đô và là thành phố lớn nhất ở România, với dân số hơn 1,8 triệu người vào năm 2011. Vùng đô thị Bucharest có dân số gần 2,2 triệu người, dự kiến sẽ được đưa vào vùng đô thị lên đến 20 lần diện tích của thành phố thích hợp. 19 thành phố khác có dân số trên 100.000 người như: Cluj-Napoca và Timișoara với hơn 300.000 dân, Iași, Constanța, Craiova và Brașov với hơn 250.000 dân, và Galați và Ploiești với hơn 200.000 người. Các khu vực đô thị đã được thiết lập cho hầu hết các thành phố này.

### Giáo dục và y tế

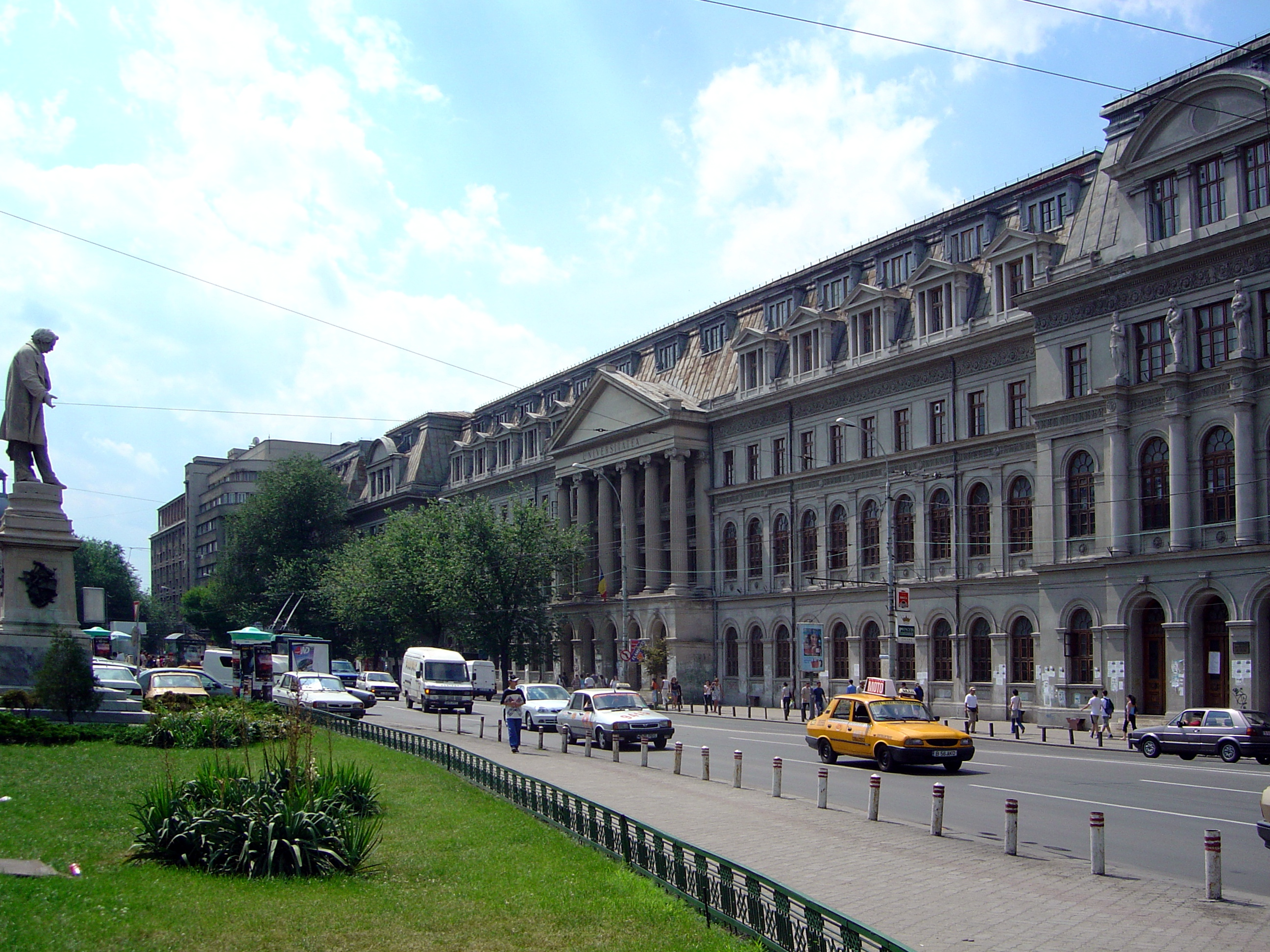
Đại học Bucharest.

Giáo dục ở România dựa trên hệ thống giáo dục miễn phí, bình đẳng. Tiếp cận với giáo dục miễn phí được đảm bảo theo Điều 32 trong Hiến pháp România. Giáo dục được quy định và thực thi bởi Bộ Giáo dục quốc gia, đều có hình thức tổ chức riêng và chịu sự điều chỉnh của các luật và chỉ thị khác nhau. Kể từ sự sụp đổ của chế độ cộng sản, hệ thống giáo dục România đã được thông qua một số cải cách.
Mẫu giáo là tùy chọn dưới sáu tuổi. Học tập bắt buộc bắt đầu từ sáu tuổi, với "năm học chuẩn bị" (clasa pregătitoare) để vào lớp một. Việc bắt buộc đi học cho đến lớp mười (tương ứng với mười sáu hay mười bảy tuổi). Chu kỳ giáo dục của một học sinh kết thúc vào lớp mười hai, khi sinh viên tốt nghiệp đại học. Giáo dục đại học được sắp xếp vào Khu vực Giáo dục Đại học Châu Âu. Ngoài hệ thống giáo dục chính thức, gần đây đã được thêm vào hệ thống tư nhân, dạy kèm, bán pháp lý và không chính thức.
Giáo dục đại học phù hợp với khu vực giáo dục đại học châu Âu. Kết quả của nghiên cứu đánh giá PISA tại các trường trong năm 2012 đã đưa România lên hạng 45 trong số 65 nước tham gia và năm 2016 chính phủ România đã công bố số liệu thống kê cho thấy 42% trẻ 15 tuổi không biết đọc. mặc dù România thường giành huy chương trong các kỳ thi olympic toán học. Đại học Alexandru Ioan Cuza tại Iași, đại học Babeș-Bolyai Cluj-Napoca, đại học Bucharest và Đại học Tây Timișoara đã được đưa vào bảng xếp hạng top 800 của tạp chí QS World University Rankings.
România có một hệ thống y tế toàn cầu và tổng chi tiêu y tế chiếm khoảng 5% GDP nước này. Nó bao gồm khám bệnh, bất kỳ can thiệp phẫu thuật và chăm sóc y tế sau phẫu thuật nào, cũng như cung cấp các loại thuốc miễn phí hoặc trợ cấp cho nhiều loại bệnh khác nhau. Nhà nước có nghĩa vụ tài trợ cho các bệnh viện công và phòng khám. Nguyên nhân phổ biến nhất gây tử vong là bệnh tim mạch và ung thư. Các bệnh truyền nhiễm như bệnh lao, giang mai hoặc viêm gan siêu vi, phổ biến hơn ở Tây Âu. Năm 2010, România có 428 bệnh viện công và 25 bệnh viện tư nhân, với 6,2 giường trên 1.000 dân và hơn 200.000 nhân viên y tế, trong đó có hơn 52.000 bác sĩ. Trong năm 2013, tỷ suất di cư y tế cao hơn so với mức trung bình của châu Âu là 2,5% 9%.

## Địa lý

### Điều kiện tự nhiên
Với diện tích 238.391 km², România là quốc gia lớn nhất ở Đông Nam Âu và lớn thứ mười hai ở châu Âu, nằm giữa vĩ độ 43° và 49°N và kinh độ 20° và 30°E. Nước này giáp với Hungary về phía tây bắc, Moldova và Ukraina về phía đông bắc, Sông Danube ở phía nam là biên giới tự nhiên giữa România và Bulgaria, đồng thời cũng là biên giới giữa Serbia và nước này. Dãy núi Karpat chiếm phần lớn phía tây của đất nước, đỉnh cao nhất là Moldoveanu (2.544 m). Khoảng 47% diện tích đất của quốc gia được bao phủ bởi các hệ sinh thái tự nhiên và bán tự nhiên.
47% lãnh thổ của România bao gồm các hệ sinh thái tự nhiên và bán tự nhiên. Vì gần một nửa rừng ở România (13% lãnh thổ) đã được thiết lập để bảo vệ lưu vực thay vì sản xuất, România là một trong những nước có mật độ rừng lớn nhất châu Âu. Khoảng 10.000 km² (khoảng 5% tổng diện tích) là các khu bảo tồn, bao gồm 13 vườn quốc gia và ba khu dự trữ sinh quyển. Đã xác định được 3.700 loài thực vật thủy sinh, 74 loài đã tuyệt chủng, 39 loài nguy cấp, 171 loài dễ bị tổn thương và 1.253 loài quý hiếm. Hệ động vật bao gồm 33.792 loài. Trong đó: 33.085 loài động vật không xương sống, 707 động vật có xương sống, gần 400 loài động vật có vú, chim, bò sát và lưỡng cư . khoảng 50% Gấu nâu châu Âu (không kể Nga) và 20% chó sói đều tập trung tại quốc gia này.
Có 12 vườn quốc gia ở România và tổng cộng hơn 500 khu bảo tồn thiên nhiên. Hầu hết các khu bảo tồn nằm ở Dãy núi Karpat, và chỉ có một số ít phục vụ như một địa điểm du lịch. Đồng bằng sông Danube được UNESCO công nhận là Di sản Thế giới và là vùng đất ngập nước lớn nhất châu Âu. Cổng Sắt trên biên giới Serbia và România có nhiều khung cảnh đẹp.

### Khí hậu và thủy văn

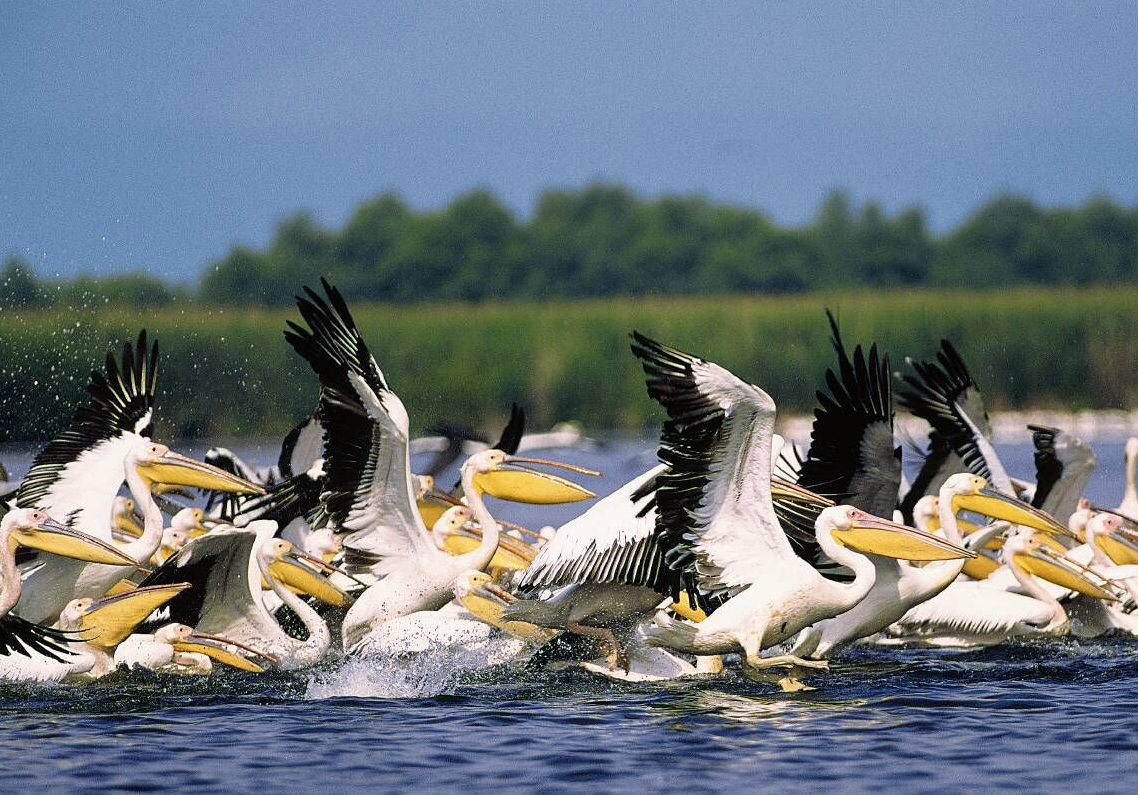
Một đàn bồ nông tại Đồng bằng Danube.

Do vị trí nằm ở phần phía đông nam lục địa Châu Âu, nên România có khí hậu ôn đới và lục địa. Dọc theo sông Danube và phía tây nam của đất nước là khí hậu lục địa ẩm ướt, tương tự xảy ra ở phía đông nam. Trên bờ biển là khí hậu ôn đới đại dương. Ở những vùng đồi núi được đặc trưng bởi khí hậu núi cao. Ở phía nam, mùa đông khá ấm hơn so với phía bắc và có những cơn mưa dữ dội hơn so với phần còn lại của đất nước, đặc biệt là vào mùa thu. Ở phía đông nam, lượng mưa thường ít hơn. Ở phía bắc của đất nước (Maramureş và Bucovina), khí hậu lạnh và ẩm hơn, với mùa đông khá lạnh.
Nhiệt độ trung bình hàng năm là 11 °C ở phía nam, trung tâm phía nam và 8 °C ở phía đông bắc. Ở Bucharest, ở phía nam - đông nam, nhiệt độ thay đổi giữa mức trung bình tối thiểu -5 °C trong tháng 1 và trung bình tối đa 29 °C trong tháng 7 và tháng 8, trung bình -3 °C vào tháng 1 và 23 °C ở Tháng 7 và tháng 8. Lượng mưa giảm từ hướng Tây sang hướng đông và từ những ngọn núi đến đồng bằng. Lượng mưa trung bình hàng năm ở một số vùng miền núi trên 1000 mm. Lượng mưa trung bình hàng năm là 635 mm ở trung tâm Transylvania, 521 mm ở Iaşi (Moldova) và chỉ 381 mm ở Constanta, trên bờ Biển Đen. Lượng mưa chỉ vượt quá 750 mm ở các khu vực miền núi cao nhất phía tây của đất nước, phần lớn ở dạng tuyết. Ở đồng bằng sông Danube, lượng mưa trung bình hàng năm thấp khoảng 370 mm; ở Bucharest là 530 mm.
Mùa hè nói chung khá nóng - ở các vùng hạ lưu, như Bucharest, nhiệt độ không tăng lên trên 35 °C. Mùa đông khá lạnh, nhiệt độ tối đa trung bình không vượt quá 3 °C và -15 °C ở những đỉnh núi cao nhất. Kỷ lục nhiệt độ thấp nhất là -38,5 °C, được đo gần Braşov vào năm 1942. Kỷ lục nhiệt độ cao nhất là 44,5 °C tại Râmnicelu, huyện của Brăila vào năm 1951.
Khoảng 1.075 km chiều dài sông Danube chảy qua lãnh thổ România, tạo thành biên giới phía nam với Serbia và Bulgaria. Hầu hết tất cả các con sông ở România đều là nhánh của sông Danube, trực tiếp hoặc gián tiếp. Khi sông Danube chảy vào Biển Đen, gần 40% dòng chảy của sông chảy từ sông România. Những con sông quan trọng nhất là Mureş, Olt, Prut, Siret, Ialomiţa, Someş và Arges. Hầu hết các sông ở România chảy về phía đông, tây và nam từ trung tâm dãy Karpat. Nguồn cung cấp nước chủ yếu là mưa và tuyết tan chảy, gây ra những thay đổi lớn trong dòng chảy và thỉnh thoảng gây ra lũ lụt thảm khốc. Nước từ các con sông ở phía đông của đất nước là nguồn cung cấp chính cho các sông Siret và Prut. Ở phía nam, các sông chảy trực tiếp vào sông Danube và ở phía tây các vùng nước cung cấp nước cho sông Tisza của Hungary, và lần lượt là nhánh của sông Danube.
Sông Danube là con sông quan trọng nhất ở România không chỉ để vận chuyển, mà còn góp phần cho việc sản xuất thủy điện. Một trong những nhà máy thủy điện lớn nhất châu Âu nằm ở Cổng Sắt, nơi sông Danube rời các hẻm núi Karpat. Sông là một tuyến giao thông quan trọng, cả trong nước và quốc tế. Nó có thể điều hướng bằng các tàu sông trong lãnh thổ România và bằng tàu biển đến cảng Brăila. Một trong những vấn đề của việc sử dụng sông Danube để vận chuyển nội địa là ở xa hầu hết các trung tâm công nghiệp lớn, và các đầm lầy ngăn cản việc định vị ở một số khu vực nhất định.

## Kinh tế

Tính đến năm 2007, România là một thành viên của Thị trường đơn lẻ châu Âu.

România là một trong những nhà sản xuất và xuất khẩu hàng đầu các sản phẩm nông nghiệp ở Châu Âu, chiếm 10% GDP. Diện tích rừng chiếm 40% bề mặt đất nước; Tài nguyên rừng phong phú và nghề đánh cá đang mở rộng. Các mỏ khí tự nhiên và dầu mỏ đóng góp một phần đáng kể vào nhu cầu tiêu dùng hàng ngày, nhưng nước này lại phải nhập khẩu chúng, chủ yếu từ Nga. Để cố gắng giảm sự phụ thuộc vào các yếu tố bên ngoài, các nhà máy điện hạt nhân và thủy điện đã được đẩy mạnh việc hoạt động, và cung cấp 45% năng lượng tiêu thụ trong nước.
Sau Thế chiến II, các nguồn lực kinh tế của România đã được quốc hữu hóa và hoạt động theo mô hình kinh tế kế hoạch. Vào năm 1989, với sự sụp đổ của chế độ cộng sản, chính phủ mới đã tiến hành một loạt các cải cách để đưa ra hệ thống kinh tế thị trường. Sau nhiều năm tư nhân hoá và phân cấp, chính phủ România đã có sự can thiệp đáng kể trong nền kinh tế, ngoài một nền kinh tế phong phú hơn trong thời kỳ XHCN, bắt đầu chuyển từ chủ nghĩa cộng sản sang chủ nghĩa tư bản vào cuối năm 1989 . Dẫn đến một cuộc suy thoái 3 năm năm 2000. Kể từ khi kết thúc chủ nghĩa cộng sản, đất nước này đã trải qua hàng loạt các cuộc khủng hoảng kinh tế và chính trị kể từ năm 1990. Một cuộc khảo sát của Viện Điều tra tội ác chủ nghĩa Cộng sản cho thấy 60% người România cho rằng nền kinh tế hoạt động tốt hơn dưới chế độ cộng sản. Cuộc suy thoái kinh tế toàn cầu năm 2008/2012 đã gây ảnh hưởng mạnh mẽ đến România và chính phủ đã giảm chi tiêu công xuống 1 tỷ euro trong năm 2009 và 3 tỷ trong năm 2010, dẫn tới sự sụt giảm kinh tế của đất nước khoảng 8-8,5% trong năm 2009 của Tổng sản phẩm nội địa.

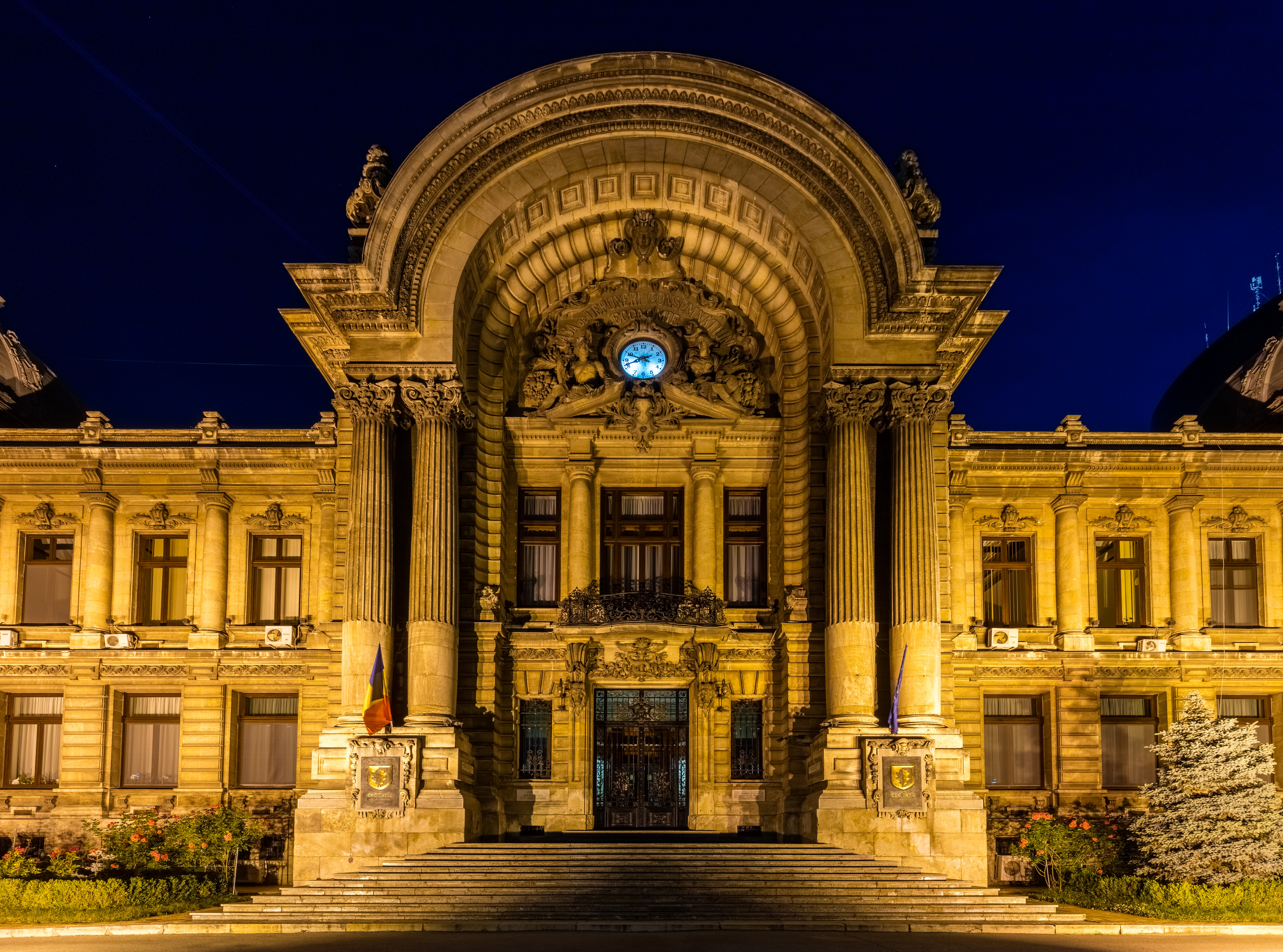
Trụ sở CEC, ngân hàng quốc gia România, tọa lạc trên Đại lộ Victoriei, Bucharest.

Giữa năm 2009 và 2013 nhiều công ty bị phá sản. Đất nước này thậm chí còn phải nhờ đến những gói cứu trợ của EU và IMF (khoảng 20.000 triệu euro), điều này bắt nguồn từ một loạt các điều chỉnh và cải cách. Lớn nhất là cắt giảm 25% lương công chức và 15% lương hưu, gây ra một làn sóng biểu tình, buộc thủ tướng Emil Boc phải từ chức vào tháng 2 năm 2012. Trong năm 2017, GDP România khoảng 197,004 tỷ USD, tăng 4% so với cùng kỳ năm trước, trong khi tỷ lệ thất nghiệp đã giảm xuống 5,5%. Dưới sự lãnh đạo của Sorin Grindeanu, Thủ tướng România, Chính phủ đã giảm thuế giá trị gia tăng, đồng thời tăng mức lương của công chức và người về hưu. Lạm phát vẫn ở mức dưới 3,5%.
Sản lượng công nghiệp tăng 6,5% so với cùng kỳ năm trước. Các công ty lớn nhất trong nước bao gồm các hãng xe ô tô Dacia, Petrom, Rompetrol, Ford România, Electrica, Romgaz, RCS & RDS và Banca Transilvania. Xuất khẩu chính của România là xe hơi, phần mềm, quần áo, các sản phẩm dệt may, máy móc công nghiệp, thiết bị điện và điện tử, sản phẩm luyện kim, nguyên liệu thô, thiết bị quân sự, dược phẩm, hóa chất, và các sản phẩm nông nghiệp (trái cây, rau và hoa). Thương mại chủ yếu tập trung vào các nước thành viên của Liên minh châu Âu, với Đức và Ý là các đối tác thương mại lớn nhất. Số dư tài khoản ngân hàng trong năm 2012 được ước tính là −4,52% GDP.
Đơn vị tiền tệ chính thức của România là leu. Quốc gia này gia dự kiến sẽ thông qua đồng Euro vào năm 2022.

### Công nghiệp

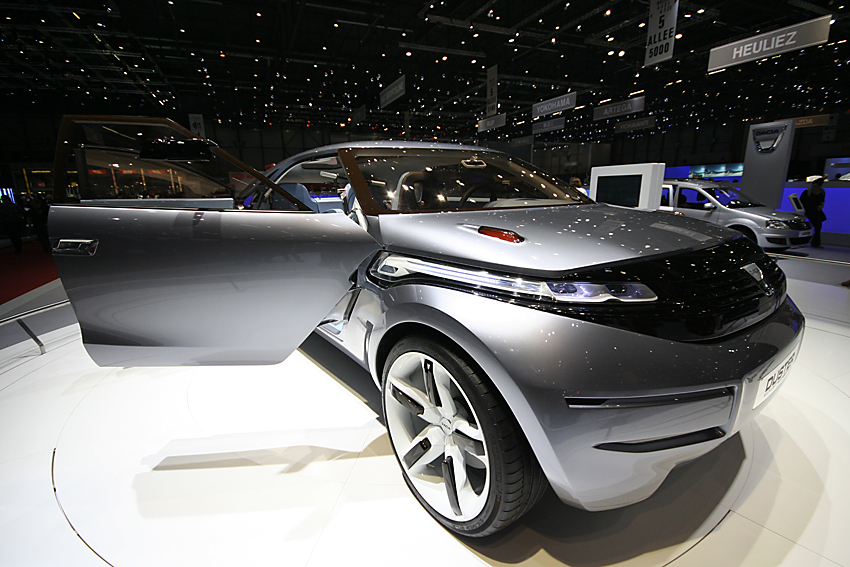
Dacia Duster tại Triển lãm Mô tô Genève (2009).

România đã thành công trong việc phát triển viễn thông, hàng không vũ trụ, và các ngành chế tạo vũ khí. Công nghiệp và xây dựng chiếm 32% tổng sản phẩm quốc nội (GDP) vào năm 2018. Các ngành công nhiệp sử dụng 26,4% lực lượng lao động. Với việc sản xuất hơn 600.000 xe trong năm 2018, România là nhà sản xuất ô tô lớn thứ sáu ở châu Âu. Hãng ôtô Dacia đang sản xuất hơn 1.000.000 xe mỗi năm (với 1 nhà máy ở Maroc).
Năm 2018, România là một trong những thị trường lớn nhất thế giới về máy móc, công cụ (5,3%). Các công ty có trụ sở tại România như Automobile Dacia, Ford, Petrom, Rompetrol và Bitdefender nổi tiếng khắp châu Âu. Tuy nhiên, các công ty sản xuất nhỏ và vừa vẫn chiếm phần lớn trong lĩnh vực sản xuất. Các công ty này sử dụng hai phần ba lực lượng lao động România. Sản lượng công nghiệp của România dự kiến sẽ tăng 7% trong năm 2018, trong khi sản lượng nông nghiệp dự kiến tăng 12%. Tiêu thụ cũng được dự kiến sẽ tăng 11% về mặt tổng thể, tiêu dùng cá nhân tăng 14,4% và tiêu thụ tập thể tăng 10,4%. Nhu cầu trong nước dự kiến tăng 12,7%.
Sự tăng trưởng của ngành công nghiệp là yếu tố chính cho sự phát triển kinh tế. Năm 2018 ngành công nghiệp sản xuất chiếm khoảng 35% tổng sản phẩm quốc nội và 29% lực lượng lao động. Được hưởng lợi từ sự khuyến khích mạnh mẽ trong nước và viện trợ nước ngoài, các nhà công nghiệp của Bucharest đã giới thiệu các công nghệ hiện đại vào các cơ sở sản xuất hiện đại hoặc nhanh chóng, tăng sản lượng hàng hóa - đặc biệt là các mặt hàng để xuất khẩu sang thị trường nước ngoài. Kết quả là, ngành công nghiệp dự kiến sẽ tăng 7,1% vào năm 2018.
Các ngành công nghiệp nặng nói chung tập trung ở phía nam của đất nước. Các nhà máy ở Bucharest đã đóng góp hơn 25 % tất cả các giá trị gia tăng sản xuất vào năm 2018; cùng với các nhà máy ở xung quanh Ilfov, các nhà máy ở khu vực Bucharest đã sản xuất 26% tổng sản lượng trong năm đó. Các nhà máy ở Bucharest sử dụng 18% trong số 3,1 triệu công nhân nhà máy của cả nước.

### Cơ sở hạ tầng

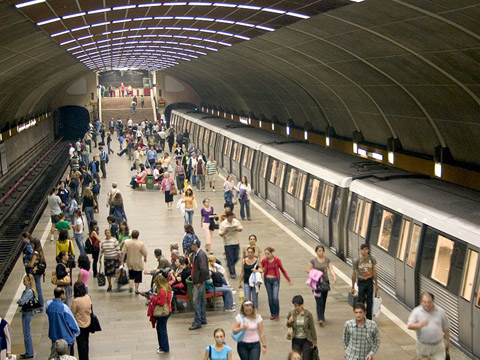
Ga tàu ngầm Titan

Theo INSSE, tổng số mạng lưới đường bộ của România ước tính năm 2015 khoảng 86.080 km. Ngân hàng Thế giới ước tính mạng lưới đường sắt vào khoảng 22,298 km - mạng lưới đường sắt lớn thứ tư ở châu Âu. Ngành vận tải đường sắt giảm mạnh sau năm 1989, và ước tính có 99 triệu hành khách vào năm 2004; nhưng gần đây đã phát triển nhanh chóng do cải tiến cơ sở hạ tầng và tư nhân hóa từng phần, chiếm 45% vận tải hành khách và hàng hóa trong nước. Tàu điện ngầm Bucharest được khai trương vào năm 1979 với 61,41 km, lượng hành khách trung bình trong năm 2007 là 600.000 người trong suốt tuần làm việc. Có 16 sân bay thương mại quốc tế, với năm sân bay quốc tế: Henri Coandă, Sân bay Quốc tế Aurel Vlaicu, Sân bay Quốc tế Timișoara, Sân bay Quốc tế Constanta và Sân bay Quốc tế Sibiu, có khả năng vận chuyển máy bay thân rộng. Hơn 9.2 triệu hành khách đã bay qua sân bay quốc tế Henri Coandă của Bucharest vào năm 2015.
România là nước xuất khẩu năng lượng điện và đứng thứ 48 trên thế giới về tiêu thụ lượng điện năng. Khoảng 1/3 năng lượng sản xuất đến từ các nguồn năng lượng tái tạo, chủ yếu là thủy điện. Năm 2015, các nguồn năng lượng chính là than (28%), thủy điện (30%), hạt nhân (18%) và hydrocarbon (14%). România là một trong những năng lực lọc dầu lớn nhất ở Đông Âu, mặc dù sản lượng dầu và khí thiên nhiên đã giảm trong hơn một thập kỷ. Với một trong những trữ lượng dầu thô và đá phiến lớn nhất ở châu Âu, nó là một trong những nước độc lập về năng lượng nhất trong Liên minh châu Âu, và đang tìm cách mở rộng hơn nữa nhà máy điện hạt nhân của mình tại Cernavodă.
Có gần 18,3 triệu lượt kết nối với Internet vào tháng 6 năm 2014. Theo Bloomberg, năm 2013 România xếp thứ 5 trên thế giới, và theo The Independent, đứng thứ nhất ở châu Âu với tốc độ hóa internet, theo Timișoara được xếp hạng cao nhất trên thế giới.
România cũng có một hải cảng chiến lược cạnh tranh tốt với nhiều quốc gia láng giềng trong việc tiến hành các hoạt động kinh doanh trên biển. Hải cảng Constanta là hải cảng náo nhiệt nhất ở Biển Đen, vượt trội so với những nơi khác. Thêm vào đó, cơ sở hạ tầng của hải cảng và lực lượng lao động được giáo dục đào tạo tốt, có kỹ năng, cũng là nền tảng cho việc phát triển nền kinh tế sản xuất hàng hóa và các hoạt động xuất nhập khẩu.

### Du lịch

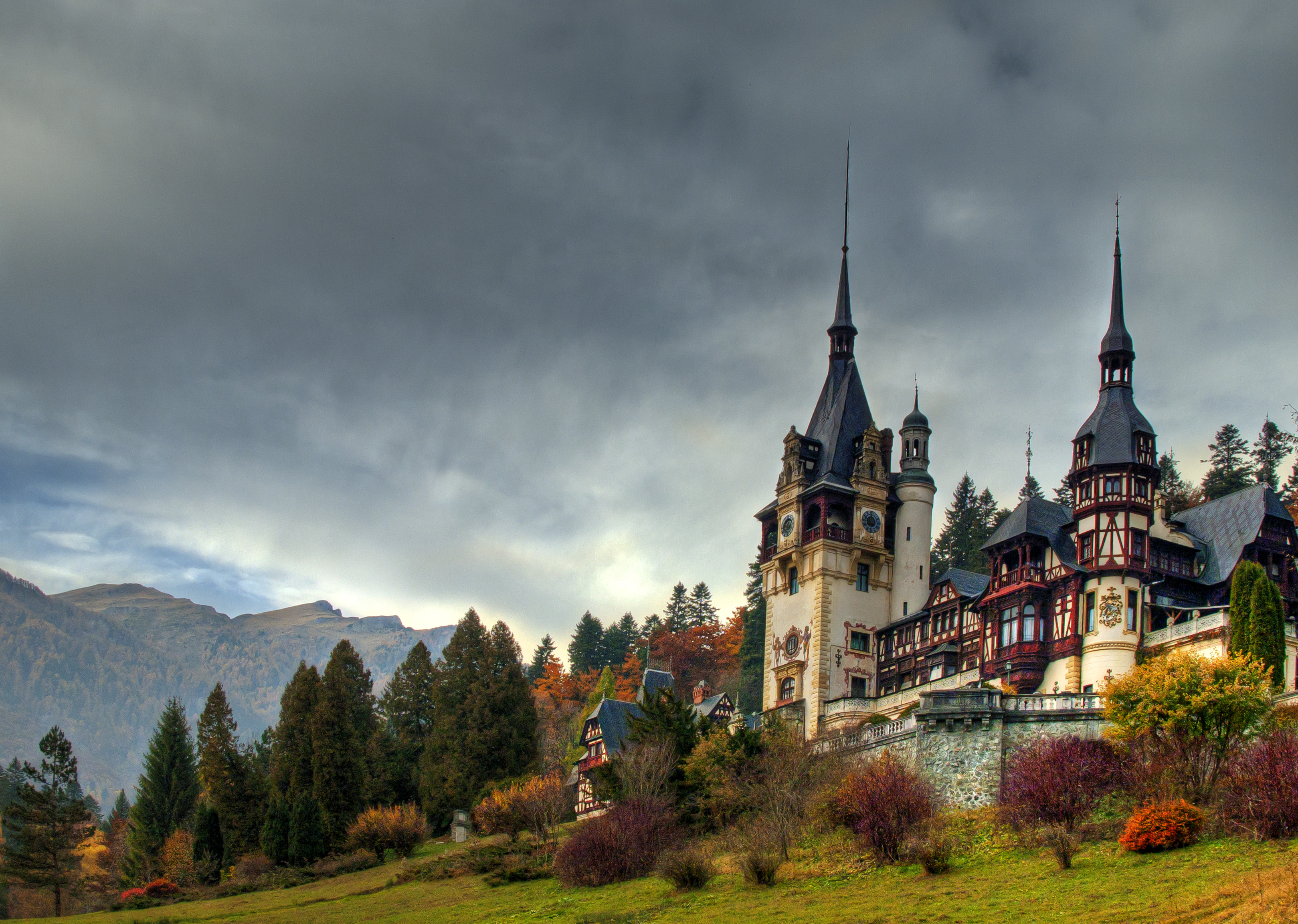
Lâu đài Peleș, Sinaia. Những lâu đài cổ ở România thường là một trong những địa điểm du lịch nổi tiếng, và cũng được sử dụng làm bối cảnh trong một vài bộ phim.

România có một cảnh quan đa dạng, bao gồm Dãy núi Karpat, bờ Biển Đen và đồng bằng sông Danube, Các làng România thường giữ lối sống truyền thống. România có rất nhiều kiến trúc tôn giáo, một số thị trấn và lâu đài thời trung cổ.
Du lịch ở România tập trung vào cảnh quan thiên nhiên và lịch sử phong phú của nó, đóng góp quan trọng cho nền kinh tế của đất nước. Năm 2006, du lịch trong nước và quốc tế cung cấp 4,8% GDP và khoảng nửa triệu lao động (5,8% tổng số lao động). Sau thương mại, du lịch là ngành quan trọng thứ hai của ngành dịch vụ. Trong số các lĩnh vực kinh tế của România, du lịch là ngành năng động và phát triển nhanh chóng, và cũng được đặc trưng bởi tiềm năng lớn để mở rộng. Theo ước tính của Hội đồng Du lịch & Du lịch Thế giới, România đứng thứ 4 trong số các nước du lịch phát triển nhanh chóng, với tốc độ tăng trưởng hàng năm khoảng 8% từ năm 2007 đến năm 2016. Lượng khách du lịch tăng từ 4,8 triệu người năm 2002, 6,6 triệu trong năm 2004. Ngoài ra, trong năm 2005, du lịch România thu được 400 triệu euro.
Trong những năm gần đây, România đã trở thành một điểm đến ưa thích của nhiều người châu Âu (hơn 60% du khách nước ngoài đến từ các nước EU), sánh ngang và đang trong cuộc cạnh tranh với các nước khác như Bulgaria, Hy Lạp, Ý và Tây Ban Nha. Các khu du lịch như Mangalia, Saturn, Venus, Neptun, Olimp và Mamaia (đôi khi được gọi là Riviera Română) là một trong những điểm du lịch chính trong mùa hè. Vào mùa đông, khu nghỉ mát trượt tuyết trên Thung lũng Prahova và Poiana Brasov là điểm đến yêu thích của du khách nước ngoài. Nhiều thành phố cổ ở Transylvania như Sibiu, Brasov, Sighisoara, Cluj-Napoca và Targu Mures đã trở thành điểm du lịch lớn. Gần đây, du lịch nông thôn cũng đã phát triển, tập trung vào việc thúc đẩy văn hóa dân gian và truyền thống. [312] Các điểm tham quan chính là Lâu đài Bran, các nhà thờ gỗ bắc Moldavia, các nhà thờ bằng gỗ Transylvania và nghĩa trang Merry ở Săpânţa. Các điểm du lịch tự nhiên, chẳng hạn như đồng bằng sông Danube, Cổng Sắt, hang Scarisoara và các hang động khác trong dãy núi Apuseni.
Bởi các chức năng phức tạp của nó, vị trí trong nước và nhiều mặt giá trị lịch sử, kiến trúc, Bucharest là một trong những trung tâm du lịch chính ở România. Bucharest được đặc trưng bởi sự pha trộn giữa các phong cách kiến trúc, Curtea Veche, phần còn lại của cung điện Vlad Impaler - là người sáng lập của thành phố và cũng là nguồn cảm hứng cho nhân vật Dracula, Các nhà thờ Chính thống giáo thuộc phong cách Second Empire, các kiến trúc chịu sử ảnh hưởng của chủ nghĩa Stalin, với Cung điện Quốc hội, một tòa nhà khổng lồ với sáu nghìn phòng, là tòa nhà lớn thứ hai trên thế giới sau Ngũ Giác Đài.
Trong số các điểm tham quan quan trọng nhất của Bucharest là: România Athenaeum, Arc de Triomphe, Ngân hàng Cung điện Quốc gia, Nhà hát Quốc gia, Đại học Bucharest, Cismigiu Gardens, Vườn Bách thảo, Công viên Herastrau, Bảo tàng Village, Bảo tàng Nghệ thuật Quốc gia România, Bảo tàng Quốc gia Lịch sử, Bảo tàng Quốc gia Grigore Antipa, Nhà thờ Stavropoleos... Ngoài ra, tại đây, Hội chợ Du lịch România được tổ chức hàng năm.

### Khoa học và công nghệ

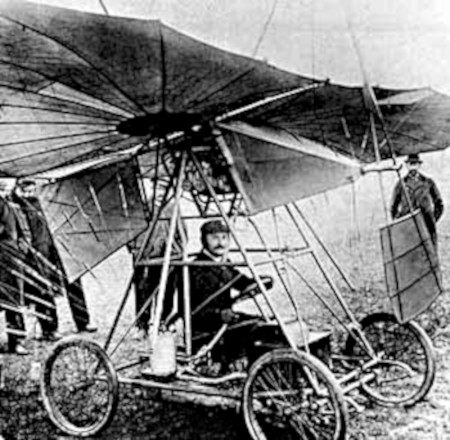
Traian Vuia thử nghiệm chiếc máy bay Vuia I do ông chế tạo, năm 1906.

Trong lịch sử, các nhà nghiên cứu và phát minh România đã có những đóng góp đáng kể trong các lĩnh vực khoa học khác nhau. Traian Vuia đã thực hiện các thí nghiệm tiên phong và thành công trong ngành hàng không và Aurel Vlaicu chế tạo và thử nghiệm một số chiếc máy bay đầu tiên trong lịch sử, trong khi Henri Coandă đã phát hiện ra hiệu ứng Coandă trên chất lỏng. Victor Babeş phát hiện hơn 50 loại vi khuẩn; nhà sinh vật học Nicolae Paulescu phát hiện ra insulin, trong khi Emil Palade nhận giải Nobel về những đóng góp của ông cho sinh học tế bào. Lazăr Edeleanu là nhà hóa học đầu tiên tổng hợp amphetamine, trong khi Costin Neniţescu đã phát triển nhiều loại hợp chất mới trong hóa hữu cơ. Các nhà toán học nổi tiếng khác bao gồm Spiru Hare, Grigore Moisil và Ştefan Odobleja; các nhà vật lý học và phát minh: Şerban Ţiţeica, Alexandru Proca và Ştefan Procopiu.
Trong những năm 1990 và 2000, sự phát triển nghiên cứu đã bị cản trở bởi một số yếu tố, bao gồm tham nhũng, tài trợ thấp, và một lượng chảy máu chất xám đáng kể. Tuy nhiên, kể từ khi nước này gia nhập Liên minh châu Âu, điều này đã bắt đầu thay đổi. Sau khi bị cắt giảm 50% trong năm 2009 do cuộc Đại suy thoái, chi tiêu R&D đã tăng 44% trong năm 2010 và hiện đang ở mức 500 triệu USD.
Vào tháng 1 năm 2011, quốc hội cũng thông qua một đạo luật áp đặt "kiểm soát chất lượng nghiêm ngặt trên các trường đại học và giới thiệu các quy tắc khó khăn hơn cho việc đánh giá và đánh giá đồng đẳng". Quốc gia này đã tham gia hoặc sắp tham gia một số tổ chức khoa học quốc tế hàng đầu như CERN và Cơ quan Vũ trụ châu Âu.

## Văn hóa
România là một quốc gia đa dạng về văn hóa, thể hiện qua con người, địa lý và lịch sử riêng biệt. Người ta đưa ra giả thuyết và suy đoán rằng người România, (Protoromână, bao gồm Aromanians, Meglenoromână, và Istroromână) là hậu duệ của người La Mã và người dân bản địa. Người Daci, một trong những người bản xứ chủ yếu ở Trung và Đông Nam Âu, là một trong những tổ tiên của người Protoromână. Người ta tin rằng người La Mã, người Daci, người Slav và người Illyria là tổ tiên của người România, người Aromania (Vlach), người Meglenoromână, và người Istroromână. Văn hoá România cũng có một số nét tương đồng với các nền văn hoá cổ xưa khác bên ngoài Balkans, chẳng hạn như văn hóa của người Armenia.

### Văn học và nghệ thuật

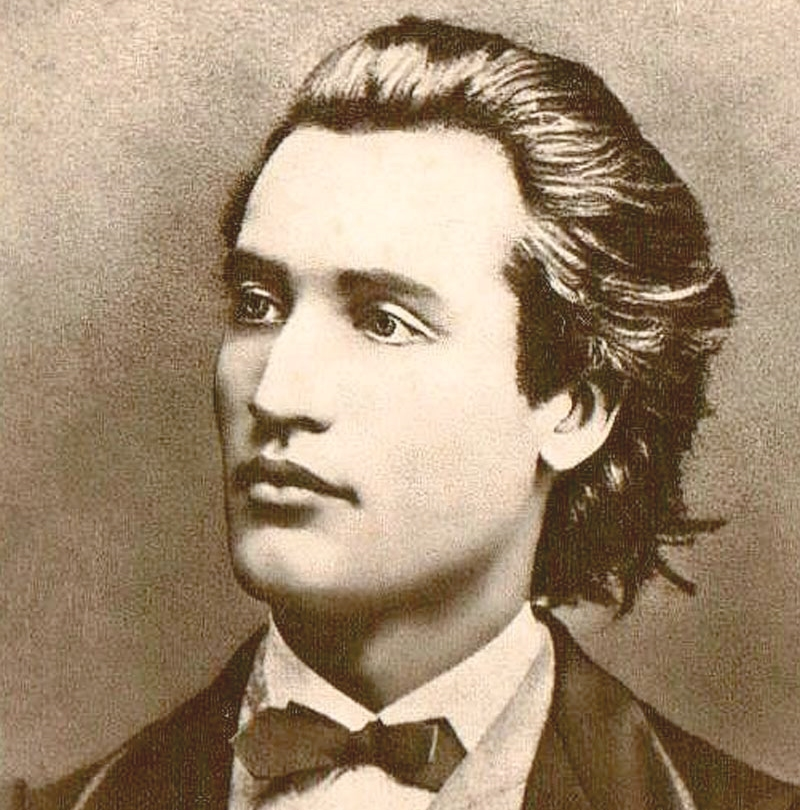
Mihai Eminescu là nhà thơ có tầm ảnh hưởng nhất trong nền thi ca România

Chủ đề nguồn gốc người România được thảo luận vào khoảng cuối thế kỷ 18 giữa các học giả của trường Transylvania. Một số nhà văn nổi tiếng đã xuất hiện trong thế kỷ 19, bao gồm George Cosbuc, Ioan Slavici, Mihail Kogălniceanu, Vasile Alecsandri, Nicolae Bălcescu, Ion Luca Caragiale, Ion Creangă. Mihai Eminescu, sau này được coi là nhà thơ quốc gia România và Moldova lớn nhất và có ảnh hưởng nhất, đặc biệt là bài thơ Luceafărul. Các nghệ sĩ România trong thế kỷ 20 được sự ca ngợi của quốc tế, bao gồm Tristan Tzara, Marcel Janco, Mircea Eliade, Nicolae Grigorescu, Marin Preda, Liviu Rebreanu, Eugène Ionesco, Emil Cioran và Constantin Brancusi. Elie Wiesel - người România gốc Do Thái sống sót sau đại diệt chủng Holocaust đã nhận giải Nobel Hòa bình vào năm 1986, trong khi trong khi nhà văn Herta Müller đã nhận được giải Nobel Văn học năm 2009.
Các họa sĩ nổi tiếng của România gồm Nicolae Grigorescu, Ștefan Luchian, Ion Andreescu Nicolae Tonitza và Theodor Aman. Các nhà soạn nhạc cổ điển România nổi tiếng của thế kỷ 19 và 20 bao gồm Ciprian Porumbescu, Anton Pann, Eduard Caudella, Mihail Jora, Dinu Lipatti và đặc biệt là George Enescu. Lễ hội George Enescu hàng năm được tổ chức tại Bucharest để tôn vinh các nhà soạn nhạc nổi tiếng của thế kỷ 20. Các nhạc sĩ đương đại như Angela Gheorghiu, Gheorghe Zamfir, Inna, Alexandra Stan và nhiều nhạc sĩ khác đã đạt được nhiều sự ca ngợi của quốc tế. Tại Eurovision Song Contest, các ca sĩ România đã đạt được vị trí thứ ba trong năm 2005 và 2010.
Trong điện ảnh, một số bộ phim của hãng Noul val românesc đã đạt được sự ca ngợi của quốc tế. Tại Liên hoan phim Cannes, 4 luni, 3 săptămâni și 2 zile (4 tháng, 3 tuần, 2 ngày) của đạo diễn Cristian Mungiu giành giải thưởng Cành cọ vàng năm 2007. Tại Liên hoan phim quốc tế Berlin, Child Pose của Călin Peter Netzer giành giải Gấu vàng năm 2013.
Danh sách các di sản thế giới bao gồm sáu địa điểm văn hóa nằm trong România: Các nhà thờ Moldavia, nhà thờ gỗ ở Maramureş, các ngôi làng và nhà thờ-công sự ở Transilvania, Tu viện Horezu và Trung tâm lịch sử Sighişoara. Thành phố Sibiu được chọn là Thủ đô Văn hóa Châu Âu năm 2007. Nhiều lâu đài vẫn còn tồn tại và nổi tiếng: Lâu đài Peleș, Lâu đài Corvin và Lâu đài Dracula.

### Thể thao

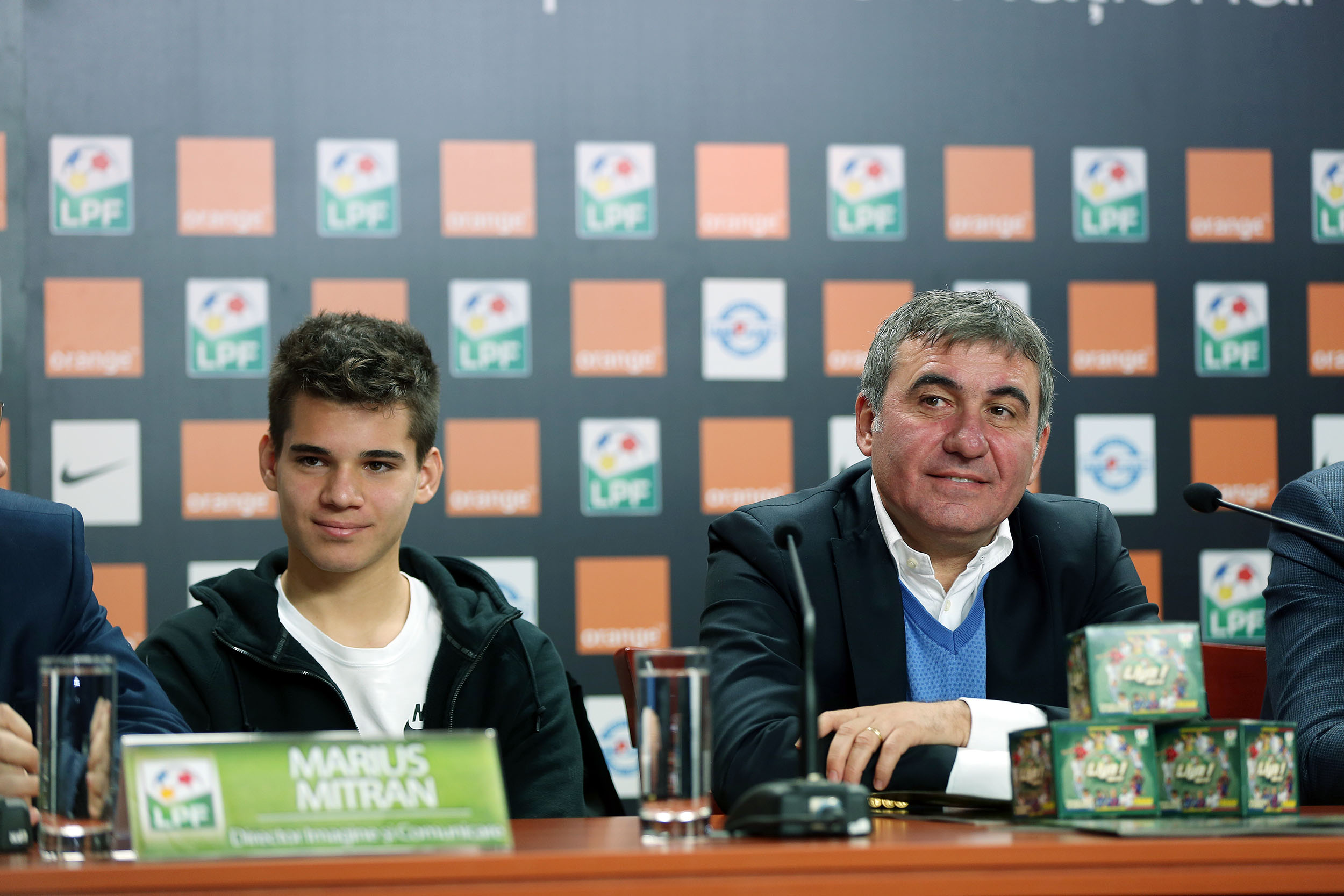
Gheorghe Hagi (phải) được bầu chọn là cầu thủ vĩ đại nhất của România thế kỷ 20.

Thể thao là một phần quan trọng trong nền văn hoá của România. Bóng đá là môn thể thao phổ biến nhất ở România, các câu lạc bộ thành công nhất là Steaua Bucuresti đội bóng Đông Âu đầu tiên giành UEFA Champions League và Siêu cúp châu Âu năm 1986. Các câu lạc bộ bóng đá quan trọng khác là FC Dinamo Bucureşti, Universitatea Craiova, FC Rapid București và CFR Cluj. România là một trong bốn đội tuyển quốc gia từ châu Âu tham gia World Cup 1930. Các đội bóng đá quốc gia România đã tham gia bảy lần FIFA World Cup và đã thành công nhất trong suốt những năm 1990, khi họ vào vòng tứ kết giải bóng đá vô địch thế giới 1994, và để thua Thụy Điển tại vòng bán kết. România được FIFA xếp thứ ba vào năm 1997.
Các môn thể thao phổ biến khác bao gồm bóng ném, bóng chuyền, bóng rổ, bóng bầu dục, tennis và thể dục dụng cụ. Nhiều vận động viên România đã đạt được thành công đáng kể và đã giành được huy chương tại các kỳ thi quốc tế và châu Âu trong những năm qua. România lần đầu tiên tham gia Thế vận hội Mùa hè 1900 và đã tham gia 21 trong 28 trận đấu. România là một trong những nước thành công nhất tại Thế vận hội mùa hè, với tổng số 307 huy chương giành được, 25 trong số những huy chương vàng giành được đều nằm trong thể dục dụng cụ. Các vận động viên România cũng đã giành được huy chương vàng trong các môn thể thao Olympic khác, chẳng hạn như chèo thuyền, đấu vật, bắn súng, đấu kiếm, bơi, ném đĩa, cử tạ, boxing và judo. România cũng là quốc gia thành công nhất trong các giải của Balkan Championships.

### Ẩm thực

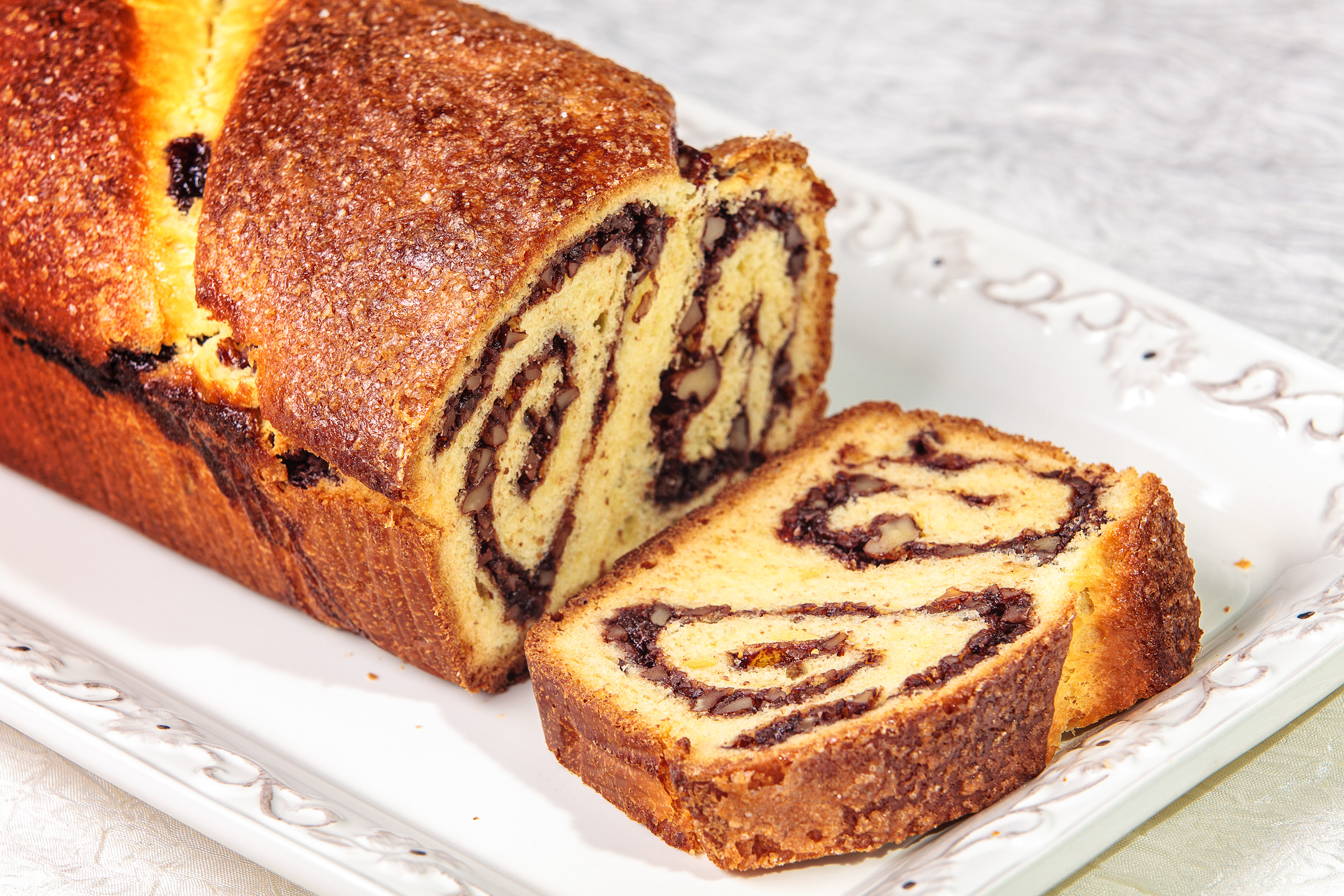
Cozonac, món bánh mì truyền thống của România

Ẩm thực România là một sự kết hợp đa dạng từ nhiều vùng miền khác nhau, nhưng nó cũng giữ nét đặc trưng riêng của. Nó ảnh hưởng chủ yếu bởi một loạt các món ăn châu Âu như các món ăn của Áo, ẩm thực Đức, ẩm thực Hy Lạp hay ẩm thực Hungary, tuy nhiên nó cũng bao gồm các yếu tố ẩm thực bắt nguồn từ những món ăn của người Slav Đông và Trung Âu, nổi bật là ẩm thực Serbia và Bulgaria, cũng như ẩm thực Ba Lan, Ukraina và Nga.
Có khá nhiều loại món ăn khác nhau, đôi khi được bao gồm trong một thuật ngữ chung; ví dụ: ciorbă bao gồm một loạt các món súp với vị chua đặc trưng. Đây có thể là súp thịt và rau, súp nội tạng (ciorbă de burtă), súp chân dê, hoặc súp cá, tất cả đều có vị chua từ nước cốt chanh, nước dưa cải, giấm, hoặc borș (theo truyền thống được làm từ cám). țuică (brandy mận) làm thuật ngữ chung cho loại spirit có cồn mạnh tại România, trong khi ở các nước khác, mỗi loại có tên gọi khác nhau.

## Biểu tượng quốc gia
Quốc kỳ România (tiếng România: Drapelul României) là quốc kỳ của nước này với ba sọc dọc: lam, vàng và đỏ, những màu sắc được tìm thấy vào cuối thế kỷ 16 của hoàng gia Michael Brave, cũng như phù hiệu và biểu ngữ đại diện cho România khắp mọi nơi. Trong cuộc nổi dậy Wallachian năm 1821, những màu này bao gồm cờ cách mạng và lần đầu tiên mang một ý nghĩa: "Tự do (lam), Tư pháp (vàng), Tình huynh đệ (đỏ máu)". Màu sắc cũng tượng trưng cho các công quốc hình thành nên România: Vallachia - vàng (có cờ vàng và lam trước Liên minh năm 1859), Moldavia - đỏ (có cờ đỏ và lam trước Liên minh năm 1859) và Transylvania -xanh (có cờ lam-đỏ-vàng trước Liên minh năm 1918).
Quốc huy România bao gồm 1 tấm khiên màu xanh - tượng trưng cho bầu trời. Giữa là một con đại bàng aquila màu vàng, đang gặm một cây thánh giá Chính thống giáo, tượng trưng cho Latinh, trên đầu con đại bàng là Vương miện Thép (Coroana de Oțel), tượng trưng cho lòng can đảm. Con đại bàng giữ trong móng vuốt của nó phù hiệu chủ quyền: một cây quyền trượng và một thanh kiếm. Thanh kiếm tượng trưng cho người cai trị Moldavia, Stephen Đại đế trong khi quyền trượng tượng trưng cho Mihai Viteazu (Mihai dũng cảm), người thống nhất đầu tiên của România. Trên ngực của đại bàng có một tấm khiên với các quốc huy của các công quốc và vùng lịch sử România (Wallachia, Moldavia, Transylvania, Banat, Oltenia và Dobruja).
Deșteaptă-te, române! (Hãy thức dậy, người România!) là quốc ca chính thức của nước này. Nó được viết và xuất bản trong cuộc cách mạng năm 1848 và lần đầu tiên được hát vào cuối tháng 6 cùng năm tại thành phố Brașov, ngay lập tức được chấp nhận như một bài ca cách mạng. Kể từ đó, bài hát này, gửi đến một thông điệp về tự do và lòng yêu nước, đã được hát trong tất cả các cuộc xung đột lớn của Româina, kể cả trong cuộc cách mạng lật đổ Ceauşescu năm 1989. Năm 1989, nó trở thành quốc ca, thay thế cho quốc ca thời cộng sản - "Trei culori" (Ba màu). Nó cũng được sử dụng làm quốc ca của nước Cộng hòa Dân chủ Moldavia, trong sự tồn tại ngắn ngủi của nó, giữa năm 1917 và 1918 cũng như Cộng hòa Moldova giữa năm 1991 và 1994. Ngày 29 tháng 7 hằng năm là "Ngày quốc ca" (Ziua Imnului național) của nước này.
Quốc khánh România được gọi là "Ngày Đại thống nhất" (Ziua Marii Uniri, tổ chức vào ngày 1 tháng 12 hằng năm). Nó kỷ niệm hội nghị của các đại biểu của những người Transilvania được tổ chức tại Alba Iulia, tuyên bố liên minh Transylvania với România. Ngày nghỉ này được tổ chức sau Cách mạng România năm 1989 và nó đánh dấu sự thống nhất Transylvania, và các tỉnh Bessarabia và Bukovina với Vương quốc România vào năm 1918. Trước năm 1918, ngày lễ này được thiết lập vào ngày 10 tháng 5 với nghĩa kép: đó là ngày mà vua Carol I của România đặt chân lên đất România (năm 1866), và đó là ngày mà chính vị vua này phê chuẩn Tuyên ngôn Độc lập từ Đế quốc Ottoman năm 1877.
Có nhiều biểu tượng và đồ tạo tác mang tính biểu tượng khác, cả chính thức và không chính thức. Vương miện Thép (Coroana de Oțel) được rèn từ thép của một khẩu súng bị lấy bởi quân đội România từ Ottoman trong suốt Chiến tranh Độc lập (1877-1878). Vua Carol I của România đã chọn thép, chứ không phải vàng, vì muốn tượng trưng cho sự dũng cảm của binh sĩ România và được trao vương miện trong lễ tuyên ngôn România là một vương quốc vào năm 1881 ở Bucharest. Những câu khẩu hiệu quốc gia: "Nihil Sine Deo" (Không là gì nếu thiếu Chúa), "Toți în unu" (Tất cả như một), "Dreptate, Frăție" (Tư pháp, Tình huynh đệ), "In Fide Salus" (Trong đức tin là sự cứu rỗi). Những người được xem là anh hùng dân tộc: Decebal (vị vua cuối cùng của Dacia giữa năm 87-106 CN và nổi tiếng với việc chiến đấu trong ba cuộc chiến tranh và hai thời kì đàm phán hòa bình chống lại Đế chế La Mã dưới thời hai vị hoàng đế trong giai đoạn hòa bình ngắn sau cùng(cuối những năm 102-105) do sự nhượng bộ của Trajan), Trajan (hoàng đế chinh phạt Dacia), Mihai Viteazul (người thống nhất các công quốc để thành lập nên Thân vương quốc Liên hiệp - nền tảng của nhà nước România hiện đại), Alexandru Ioan Cuza (hoàng tử khởi xướng một loạt các cải cách đã góp phần vào sự hiện đại hóa của xã hội România và bộ máy nhà nước). Ferdinand (vua của România). Các loài quốc hoa: nhung tuyết, tầm xuân, Paeonia tenuifolia...

## Các ngày nghỉ lễ chính thức
| Ngày                | Tên địa phương                              | Tên tiếng Việt                           | Ghi chú |
| ------------------- | ------------------------------------------- | ---------------------------------------- | --- |
| 1/1                 | Anul Nou                                    | Tết Dương lịch                           | |
| 2/1                 | Anul Nou                                    | Ngày thứ hai sau Tết Dương lịch          | |
| 24/1                | Unirea Principatelor Române/Mica Unire      | Ngày Thống nhất                          | Kỷ niệm sự thống nhất của Thân vương quốc Liên hiệp România vào năm 1859, là nền tảng của nhà nước România hiện đại. Ngày nghỉ lễ này chỉ mới bắt đầu vào năm 2017.           |
| tháng Tư/tháng Năm  | Paștele                                     | Lễ Phục sinh                             | Lễ Phục sinh chính thức của Chính Thống giáo. Kỳ nghỉ lễ kéo dài ba ngày: Thứ Sáu Tuần Thánh, Chủ Nhật Phục Sinh và Thứ Hai Phục Sinh, thứ ba không phải là một ngày nghỉ lễ. |
| 1/5                 | Ziua Muncii                                 | Ngày Quốc tế Lao động                    | |
| 1/6                 | Ziua Copilului                              | Ngày Quốc tế Thiếu nhi                   | Nghỉ lễ bắt đầu từ năm 2017 |
| tháng Năm/tháng Sáu | Rusaliile                                   | Lễ Hiện Xuống, thứ Hai sau Lễ Hiện Xuống | Ngày thứ 50 và 51 sau lễ Phục Sinh Chính Thống giáo. |
| 15/8                | Adormirea Maicii Domnului/Sfânta Maria Mare | Đức Mẹ an giấc                           | Cũng là ngày lực lượng hải quân România (nhận Đức Mẹ Maria làm thánh bảo trợ Hải quân)                                                                                        |
| 30/11               | Sfântul Andrei                              | Ngày thánh Anrê                          | Thánh Anrê là vị thánh bảo trợ của România |
| 1/12                | Ziua Națională/Ziua Marii Uniri             | Quốc khánh/Đại Thống Nhất                | Cùng với Lễ kỷ niện ngày thống nhất Transylvania với România |
| 25/12/26            | Crăciunul                                   | Lễ Giáng sinh                            | Ngày thứ hai sau Lễ Giáng sinh cũng là một ngày lễ. Ngày thứ ba không phải là ngày nghỉ lễ                                                                                    |

### Chính phủ
- Romanian Presidency
- Romanian Parliament Lưu trữ ngày 28 tháng 12 năm 2006 tại Wayback Machine

### Liên kết văn hóa, lịch sử
- Treasures of the national library of Romania
- Historic Houses of Romania